# Träkyrka

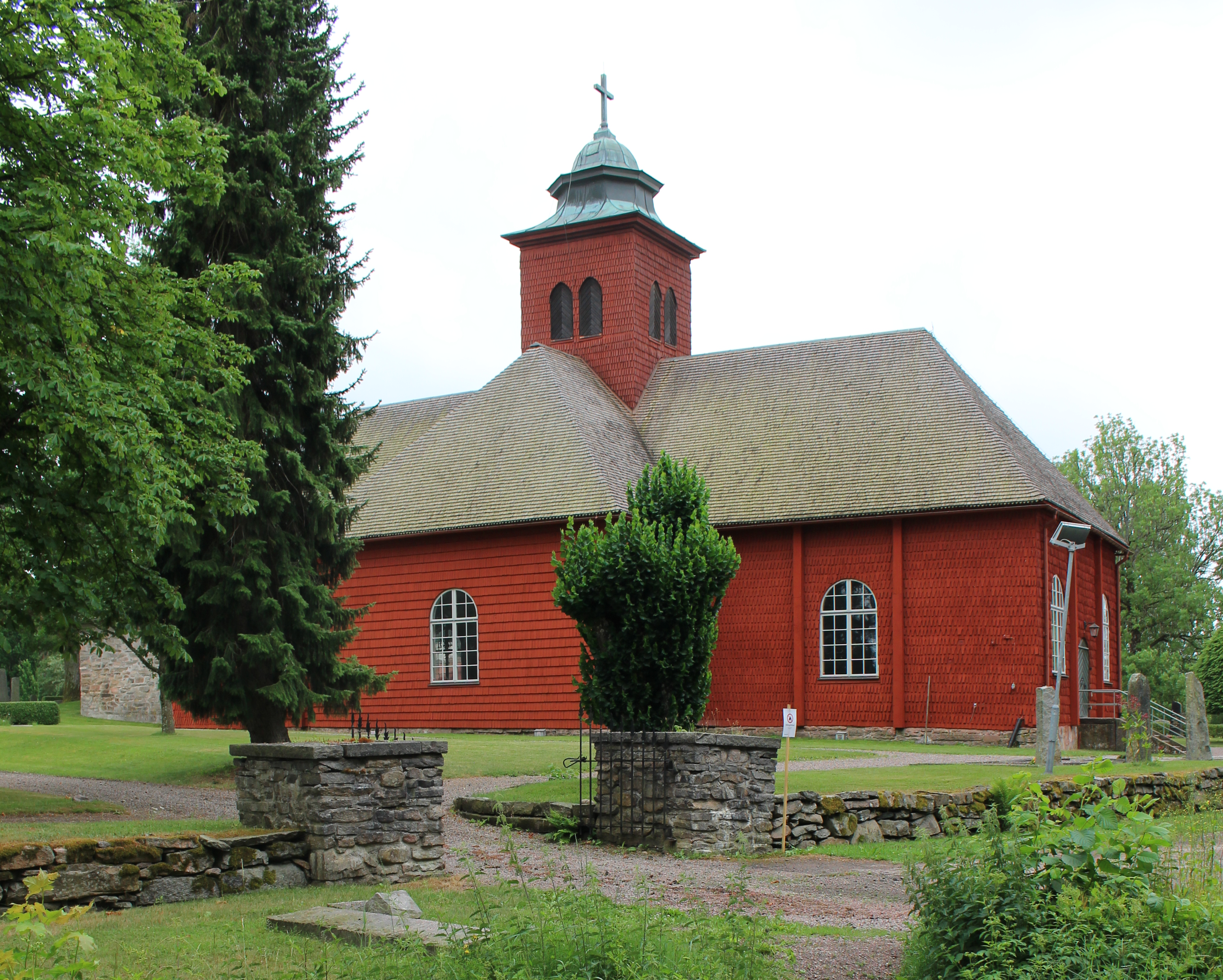
Alsters kyrka i Karlstads kommun, Värmland.

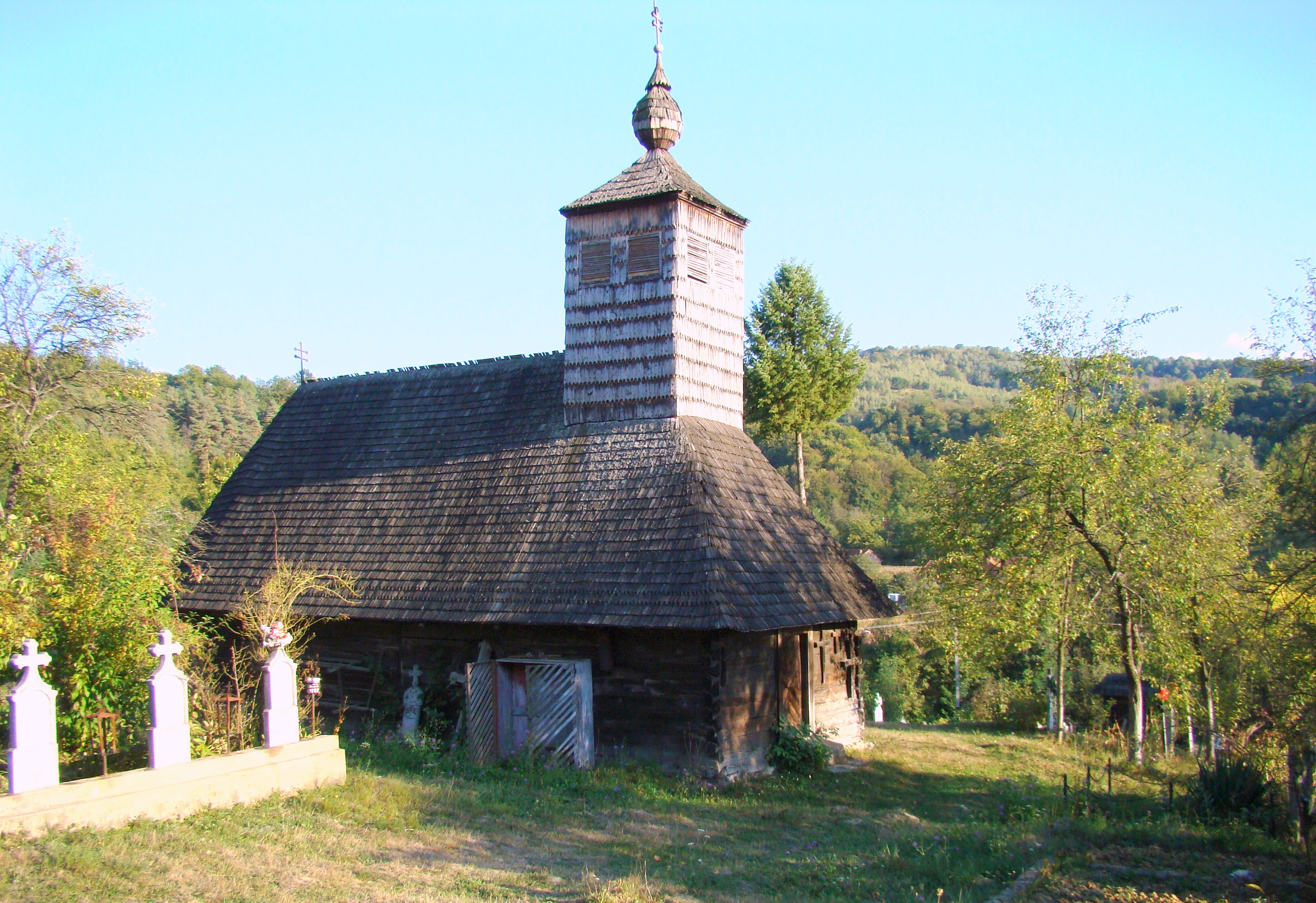
Heliga apostlarna Petrus och Paulus träkyrka i Zolt, Rumänien.

En träkyrka, eller träkyrkobyggnad, är en typ av kyrkobyggnad som är uppförd i trä. De första kyrkor som byggdes i Skandinavien var träkyrkor och det finns få lämningar kvar från dessa. De tidigaste kyrkorna förstördes ofta av brand, eller röta i de fall trävirket hade kontakt med jorden (palissadkonstruktioner). Från 1000-talet och framåt ersattes de ofta av stenkyrkor som byggdes med hjälp av hantverkare från Tyskland, Frankrike och England. I främst Götalands skogsbygder finns ett antal högmedeltida träkyrkor bevarade och i Norge flera stavkyrkor från 1100–1300-talen. Nya träkyrkor och kapell har tillkommit alltsedan medeltiden och framåt.

## Allmänt
Trä var ett naturligt byggnadsmaterial vid byggandet av kyrkor ända från den första missionstiden fram till romansk tid, då sten blev det dominerande byggnadsmaterialet. I början, under tiohundratalet, råder en gemensam byggnadsstil i hela Norden. Senare skiljer sig länderna åt. Särskilt i de fattiga skogsbygderna lever seden att bygga kyrkor i trä kvar länge och den utvecklas även.
Dock har ett mycket ringa antal medeltida träkyrkor överlevt till våra dagar, men det finns en hel del arkeologiska och arkivaliska vittnesbörd bevarade. Under senare tid har man genom dendrokronologiska undersökningar också kunnat datera många av de gamla träkyrkorna.

## Kyrkor i resvirke
De första träkyrkorna i Sverige och norra Europa anses ha varit palissadkyrkor. I dessa utgjordes väggarna av stående virke, resvirke, som stacks ned i marken. Hemse stavkyrka är ett exempel på en återfunnen palissadkyrka. Senare byggdes stolpkyrkor som hade jordfasta hörnstolpar, men väggplankorna stod i en not på en liggande syll på marken, vilket förlängde motståndskraften mot röta och därmed kyrkans livslängd. Den egentliga stavkyrkan vilar i sin helhet på en stengrund. Hedareds stavkyrka 1½ mil nordväst om Borås i Västergötland är en stavkyrka i sin enklaste form. I Norge finns det fortfarande flera mycket avancerade stavkyrkor kvar från medeltiden.

## Timmerkyrkor

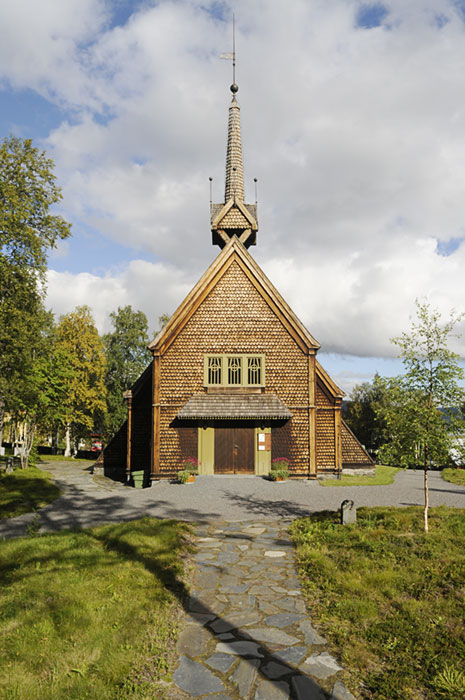
Ammarnäs kyrka i Sorsele kommun, Lappland.

Även bland timmerkyrkorna är endast ett litet fåtal bevarade. Grunden utgörs liksom hos de senare stavkyrkorna av en låg stengrund med ett eller två skift i kallmur ovanpå vilken en syll ligger. I hörnen väljs normalt litet större stenar. Ibland fogas med murbruk, i en del fall kombinerat med utvändig putsning. Man tycks ha varit medveten om att kallmuren möjliggjorde genomluftning av grunden och därmed minskade risken för angrepp av röta.
I bevarade kyrkor utgörs väggarna av liggande, fyrkantbilat timmer av furu. Väggarnas tjocklek håller sig mellan 20 och 25 centimeter. Timrets längd håller sig normalt under 10 meter men i Tidersrums kyrka är stockarna hela 11,75 meter långa. Kvalitén hos träet var hög och vid rivning av en kyrka återanvändes virket i den nya kyrkan eller i andra byggnader. Vid sammanfogning använde man sig genomgående av laxknutning, som ger släta väggar utan utstickande ändar.
Under medeltiden kunde väggarna sakna yttre beklädnad, såsom i Granhults kyrka, men ofta kläddes de som nu med rödmålade eller rödtjärade spån. Även panelbeklädnad eller revetering förekommer.

## Lista över träkyrkor

### Sverige

#### A
- Alanäs kyrka, Jämtland: Träkyrka uppförd 1924-1928.
- Allhelgonakyrkan, Stockholm, Södermanland: Träkyrka byggd 1917-1918.
- Alsters kyrka, Värmland: Spånklädd korskyrka av timmer invigd 1696.
- Amiralitetskyrkan, Karlskrona: Timmerkyrka i form av centralkyrka med korsarmar invigd 1685.
- Ammarnäs kyrka, Lappland: Enkel nationalromantisk kyrka 1912.
- Aneboda kyrka, Småland: Nygotisk träkyrka byggd 1899.
- Angerdshestra kyrka, Småland: Träkyrka byggd 1669.
- Arholma kyrka, Uppland: Träkyrka flyttad 1928 till nuvarande plats.
- Arjeplogs kyrka, Lappland: Korskyrka av trä från 1763, ombyggd 1897-1899.
- Ankarede kapell är en kyrkobyggnad belägen vid Stora Blåsjön i Frostviken i norra Jämtland, Strömsunds kommun.
- Arvidsjaurs kyrka, Lappland: Nygotisk träkyrka 1902.
- Aspenäs kyrka, Västergötland: Träkyrka invigd 1966.

#### B
- Bingsjö kyrka, Dalarna: Timmerbyggnad klädd med spåntade bräder; tornet byggt 1792, långhuset 1864-1868.
- Bjurbäcks kyrka, Västergötland: Träkyrka byggd 1899.
- Bjurholms kyrka, Ångermanland: Panelklädd träkyrka byggd 1935.
- Bjurtjärns kyrka, Värmland: Träkyrka byggd på 1640-talet, korsarmar 1704.
- Björkhällakyrkan, Borensberg, Östergötland: Träkyrka invigd påskdagen 1988.
- Björkö-Arholma kyrka, Uppland: Träkyrka uppförd 1890.
- Björna kyrka, Ångermanland: Träkyrka färdig 1853.

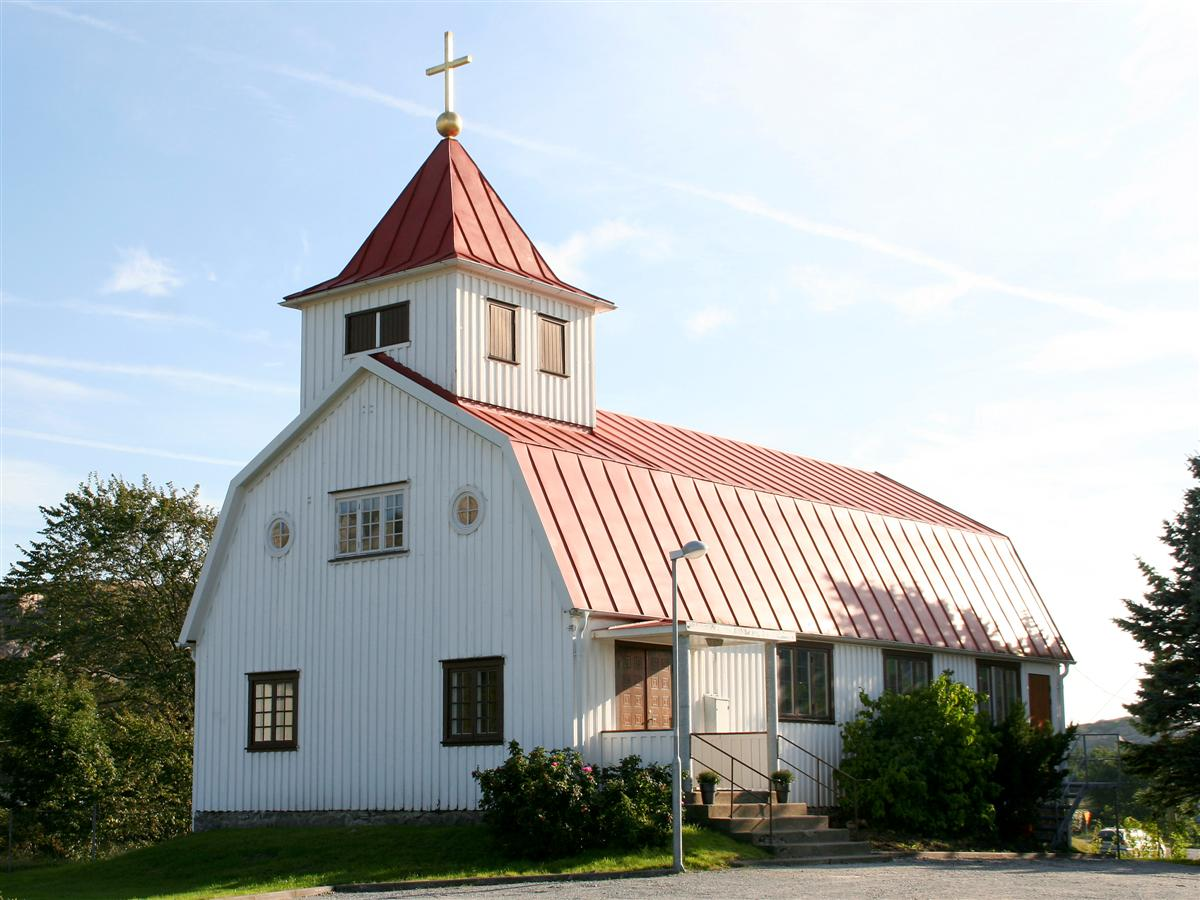
Blekets kyrka i Tjörns kommun, Bohuslän.

- Blekets kyrka i Tjörns kommun, Bohuslän.Blekets kyrka, Bohuslän: Träkyrka uppförd 1928.
- Blåhults kapell, Västergötland: Träkapell byggt 1936.
- Bockara kyrka, Småland: Träkapell byggt 1940.
- Bodums kyrka, Ångermanland: Träkyrka med små korsarmar och mittorn invigd 1884.
- Bomhus kyrka, Gästrikland: Spånklädd träkyrka uppförd 1906. Invigd 1907.
- Bottnaryds kyrka, Småland: Spånklädd korskyrka av timmer påbörjad 1666.
- Bovallstrands kyrka, Bohuslän: Träkapell i nygotisk stil byggt 1916-1917.
- Brandstorps kyrka, Västergötland: Spånklädd korskyrka av timmer med valmat tak och korsryttare klar 1697.
- Bredsäters kyrka, Västergötland: Spånklädd timmerkyrka byggd 1666.
- Bräcke kyrka, Jämtland: Träkyrka byggd 1859.
- Brämhults kyrka, Västergötland: Timmerkyrka från 1400-talet.
- Burseryds kyrka, Småland, 1752
- Bygdsiljums kyrka, Västerbotten: Träkyrka från 1924.
- Bäckaby gamla kyrka, Småland: Träkyrka från ca 1326. Flyttad 1902 till Jönköpings stadspark. Nedbränd av pyromaner år 2000.
- Bäcke kyrka, Dalsland: Träkyrka byggd 1653 och tillbyggd 1797.

#### D
- Dalarö kyrka, Stockholms län: Träkyrka byggd 1650 och tillbyggd 1787.
- Dalby kyrka, Värmland: Träkyrka med hög tornspira byggd 1928.
- Djura kyrka, Dalarna: Träkyrka byggd 1780.
- Djurgårdskyrkan, Stockholm: Träkyrka byggd 1828.
- Djursdala kyrka, Småland: Spånklädd timmerkyrka byggd 1692.
- Duveds kyrka, Jämtland: Nygotisk träkyrka utvändigt klädd med vitmålade spån, invigd midsommardagen 1894.

#### E
- Edefors kyrka, Norrbotten: Träkyrka från 1928.
- Edsbergskyrkan, Uppland: Träkyrka byggd 1972.
- Edsele kyrka, Ångermanland: Träkyrka byggd 1799-1800.
- Ekebyhovskyrkan, Uppland: Träkyrka byggd 1980.
- Ekshärads kyrka, Värmland: Träkyrka byggd 1686-1688.
- Envikens gamla kyrka, Dalarna: Spånklädd timmerkyrka byggd 1669-1673.

#### F
- Fagerhults kapell, Bohuslän: Träkapell uppfört 1919-1921.
- Finnträsk kyrka, Västerbotten: Träkyrka byggd 1914-1915.
- Fiskebäckskils kyrka, Bohuslän: Träkyrka byggd 1772.
- Flatö kyrka, Bohuslän: Träkyrka invigd 1928.
- Fliseryds kyrka, Småland: Korskyrka av reveterat trä byggd 1818.

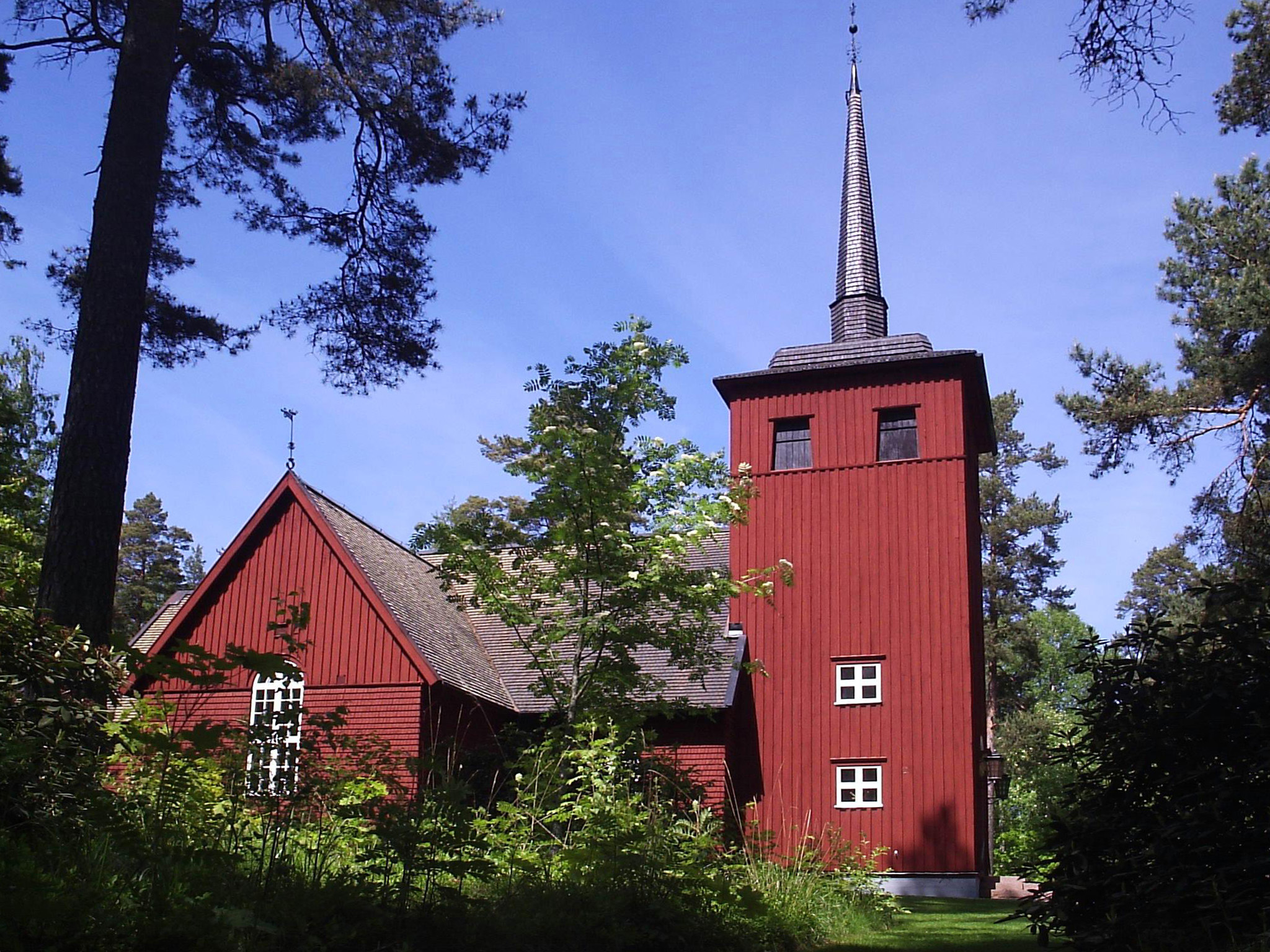
Forsviks kyrka i Karlsborgs kommun, Västergötland.

- Forsviks kyrka i Karlsborgs kommun, Västergötland.Forsviks kyrka, Västergötland: Träkyrka uppförd 1934 med Undenäs nedbrända medeltida kyrka som förebild.
- Fröseke kapell, Småland: Träkapell byggt 1938-1939.
- Fröskogs kyrka, Dalsland: Träkyrka byggd 1730.
- Fällfors kyrka, Västerbotten: Träkyrka invigd 1913.

#### G
- Gargnäs kyrka, Lappland: Träkyrka i jugendstil invigd 1911.
- Gottsunda kyrka, Uppland: Träkyrka byggd 1980.

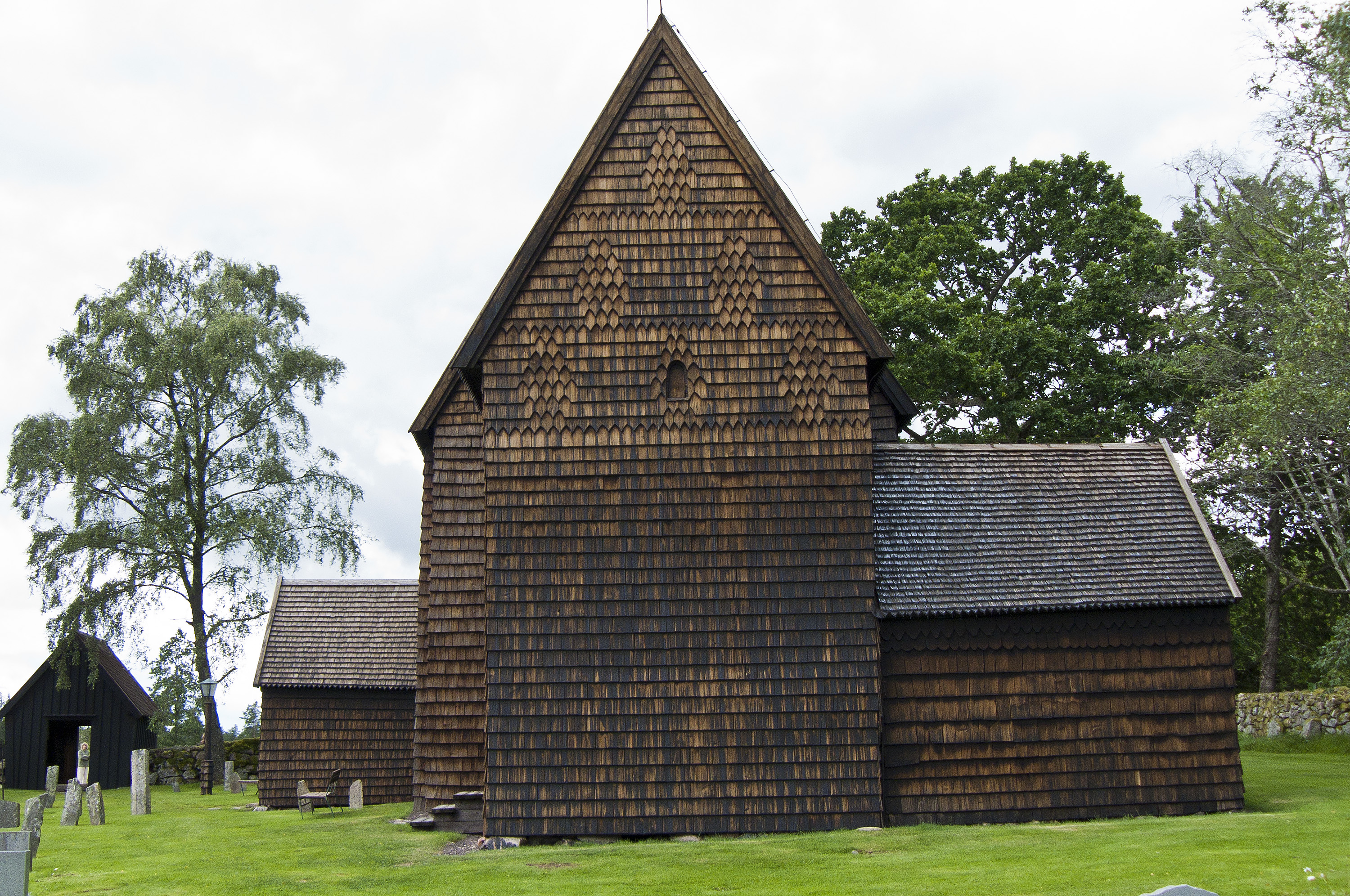
Granhults kyrka, Kronobergs län.

- Granhults kyrka, Kronobergs län.Granhults kyrka, Småland: Kyrka av liggande furutimmer från strax efter 1217, den äldsta bevarade träkyrkan i Sverige.
- Grisslehamns kapell, Uppland: Träkapell byggt 1908-1909.
- Grundsunds kyrka, Bohuslän: Träkyrka byggd 1799.
- Grythyttans kyrka, Västmanland: Spånklädd korskyrka av timmer byggd 1680, om- och tillbyggd 1775-1778.
- Gråträsk kapell, Norrbotten: Timmerkapell invigt 1934; fri kopia av 1650 års kapell.
- Grängsbo lillkyrka, Hälsingland: Träkapell invigt 1932.
- Gräsvikens kapell, Västergötland: Träkapell byggt 1982.
- Gräsö kyrka, Uppland: Spånklädd timmerkyrka invigd 1697.
- Gullholmens kyrka, Bohuslän: Träkyrka byggs 1799.
- Gunnarps kyrka, Halland: Träkyrka byggd 1755-1756.
- Gunnarsbyns kyrka, Norrbotten: Träkyrka i Svensk klassicism 1928.
- Gåxsjö kyrka, Jämtland: Nygotisk korskyrka av trä byggd 1884-1886.
- Gällivare gamla kyrka, Lappland: Träkyrka med tvärskepp i söder byggd 1747-1754.
- Gällivare kyrka, Lappland: Centralkyrka av trä uppförd 1878-1882.

#### H
- Habo kyrka, Västergötland: Treskeppig spånklädd träkyrka från 1680 och 1723.
- Hagfors kyrka, Värmland: Träkyrka byggd 1904.

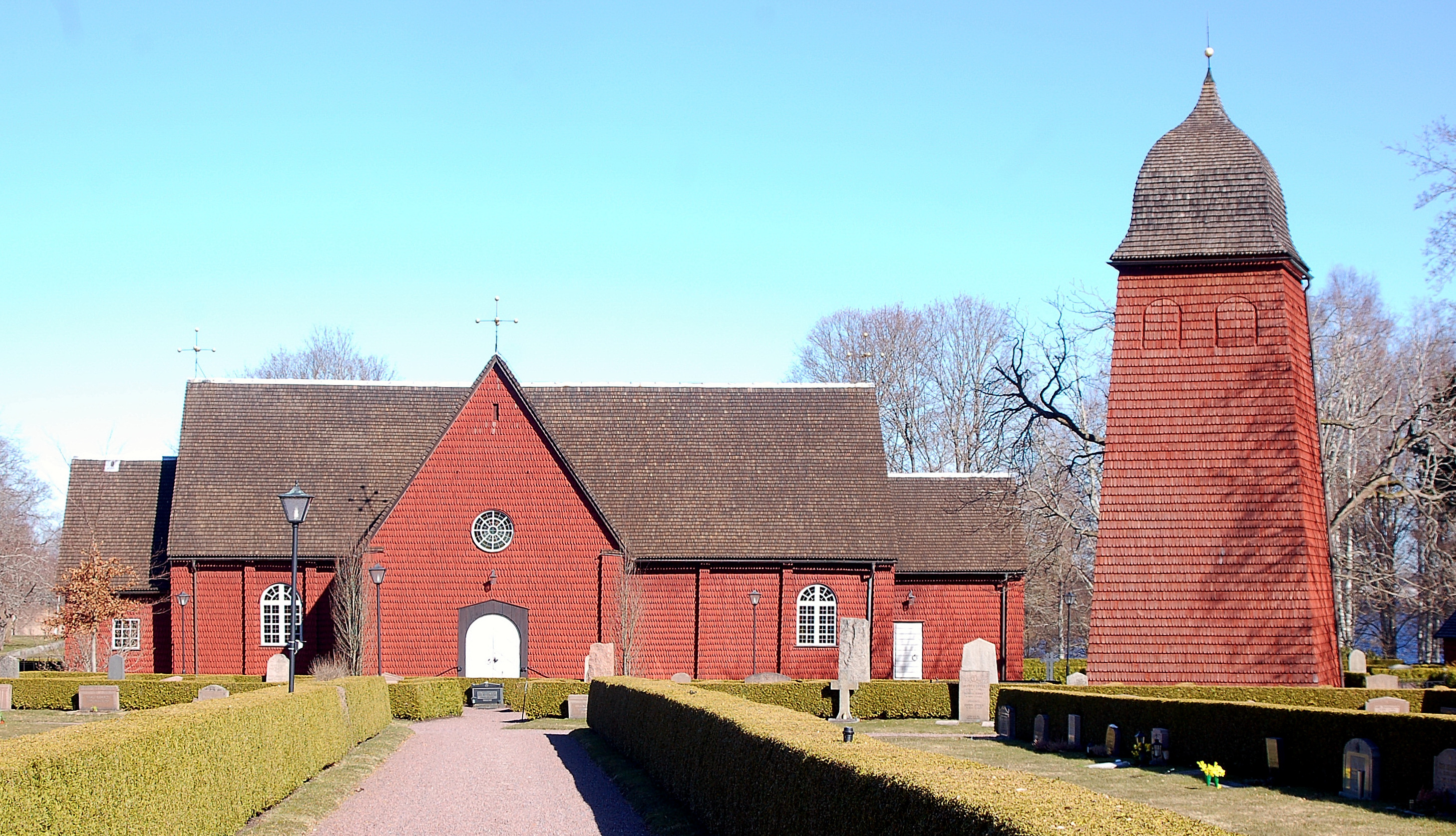
Hammarö kyrka, Värmland.

- Hammarö kyrka, Värmland.Hammarö kyrka, Värmland: Spånklädd korskyrka av timmer från början av 1300-talet.
- Handöls kapell, Jämtland: Träkapell invigt 1804.
- Haurida kyrka, Småland: Träkyrka, möjligen byggd under 1400-talet.
- Havstenssunds kapell, Bohuslän: Träkyrka invigningsklar 1938.
- Hedareds stavkyrka, Västergötland: Stavkyrka med smalare kor, byggd strax efter 1501 och åter panelklädd 1995-1997.
- Hietaniemi kyrka, Norrbotten: Åttkantig träkyrka byggd 1747.
- Hindås kyrka, Västergötland: Träkapell byggt 1912.
- Holmsunds kyrka: Västerbotten: Träkyrka invigd 1863.
- Holmöns kyrka, Västerbotten: Nygotisk träkyrka med takryttare byggd 1891.
- Hosjö kyrka, Dalarna: Spånklädd timmerkyrka byggd 1663.
- Huggenäs kyrka, Värmland: Medeltida timmerkyrka revs 1865, ett skolhus uppfördes av timret, ombyggdes senare till kyrka och återinvigdes 1972.
- Hunnebostrands kyrka, Bohuslän: Träkapell med takryttare byggt 1911.
- Håsjö gamla kyrka, Jämtland: Timmerbyggnad från 1684.
- Håsjö nya kyrka, Jämtland: Träbasilika invigd 1911.
- Hällefors kyrka, Västmanland: Spånklädd timmerkyrka byggd som kapell 1645.
- Hällevikstrands kyrka, Bohuslän: Originell träkyrka invigd 1904
- Högsjö kyrka, Södermanland: Gårdskapell av reveterat trä, uppfört 1771-1783.
- Hörkens kyrka, Västmanland: Träkyrka byggd 1925.

#### I
- Idre fjällkapell, Dalarna: Ombyggd timmerlada.

#### J

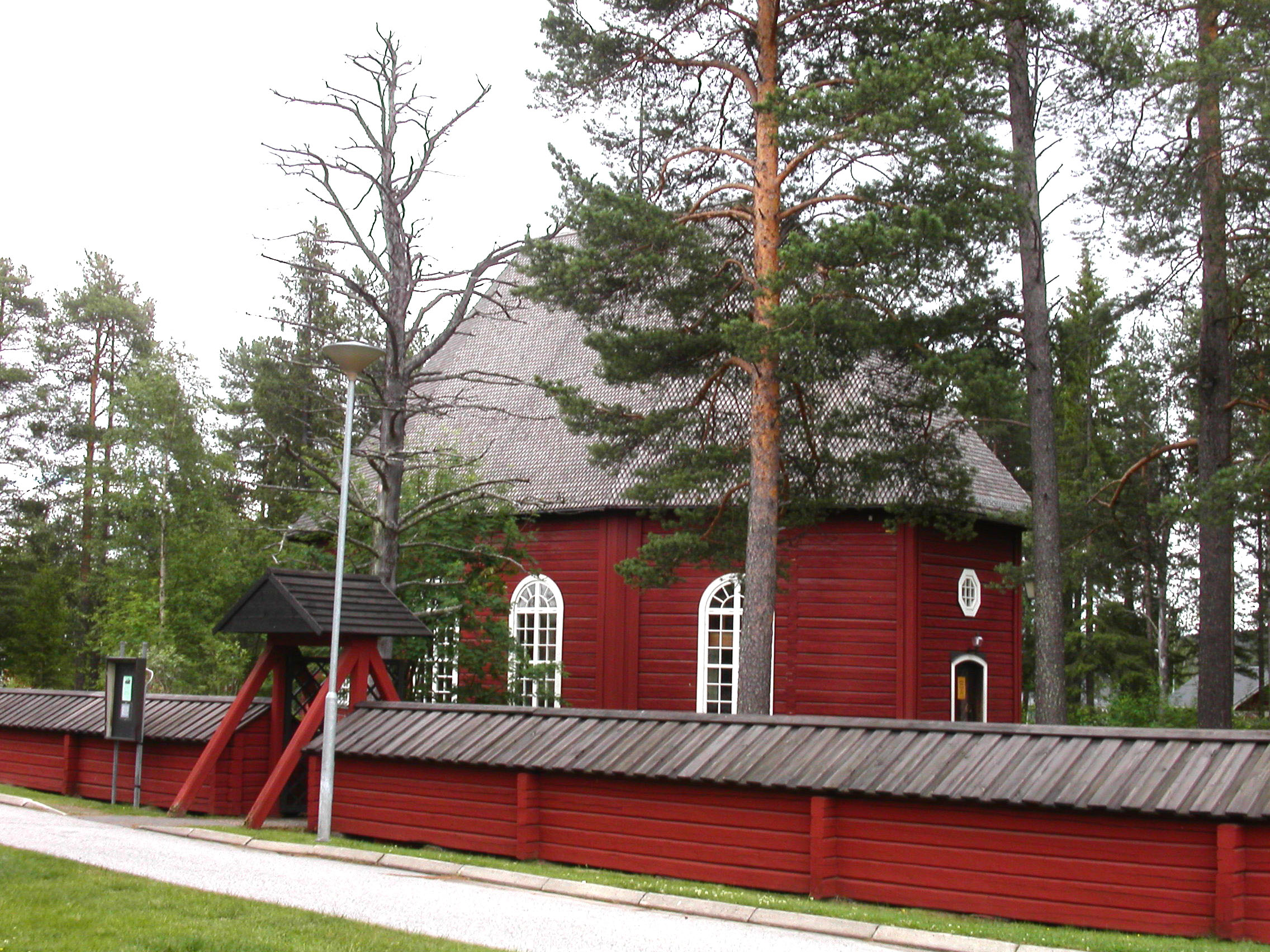
Jokkmokks gamla kyrka, Lappland.

- Jokkmokks gamla kyrka, Lappland.Jokkmokks gamla kyrka, Lappland: Nuvarande träkyrka uppförd 1976 med lika exteriör som föregående 1972 nedbrunna träkyrka ursprungligen byggd 1752-1753.
- Jokkmokks nya kyrka, Lappland: Centralkyrka av trä byggd 1888-1889.
- Jonsbergs kyrka, Östergötland: Korskyrka av timmer återuppförd 1959 och invigd 1961 efter att kyrkan från 1726 eldhärjats 1959.
- Jukkasjärvi kyrka, Lappland: Timmerkyrka byggd 1726 med återanvändning av timmer från äldsta kyrkan byggd 1606-1608.
- Junosuando kyrka, Norrbotten: Träkyrka byggd 1903.

#### K
- Kalvträsks kyrka, Västerbotten: En av landets tre tolvkantiga kyrkor, invigd 1889.
- Karesuando kyrka, Lappland: Träkyrka på hög stenfot byggd 1904-1905.
- Karlholmsbruks kapell, Uppland: Träkapell från 1700-talet.
- Karlskoga kyrka, Värmland: Spånklädd timmerkyrka, började byggas 1586, blev under 1700-talet korskyrka.
- Kiruna kyrka, Lappland: En av 1900-talets mest originella och storslagna träkyrkor byggd 1909-1912.

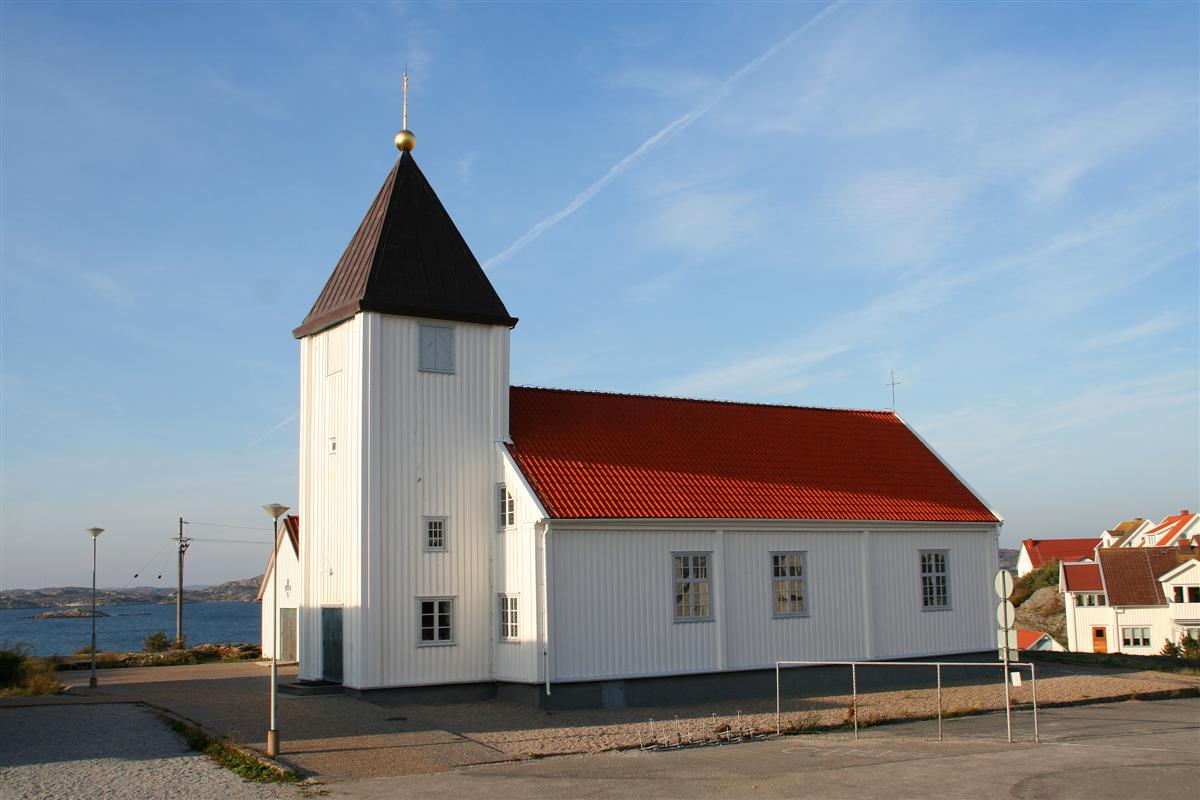
Klädesholmens kyrka, Bohuslän.

- Klädesholmens kyrka, Bohuslän.Klädesholmens kyrka, Bohuslän: Enskeppigt träkapell invigt 1793, numera kyrka.
- Klövsjö kyrka, Jämtland: Träkyrka bygd 1795-1797.
- Korpilombolo kyrka, Norrbotten: Träkyrka byggd 1856 och invigd 1859.
- Kosters kyrka, Bohuslän: Träkyrka uppförd 1938-1939.
- Kramfors kapell, Ångermanland: Nygotisk kapell-/kyrkobyggnad av trä, byggd och invigd 1895.
- Krokstrands kyrka, Bohuslän: Träkyrka byggd 1930-31.
- Kråksmåla kyrka, Småland: Spånklädd timmerkyrka med tresidiga utbuktningar invigd 1762.
- Kungsbacka kyrka, Halland: 1875
- Kungälvs kyrka, Bohuslän: Barockkyrka i trä från 1679-80.
- Kvenneberga kapell, Småland: Träkapell uppfört och invigt 1983.
- Kvistbro kyrka, Närke: Åttkantig timmerkyrka byggd 1662.
- Kyrketorps kapell, Västergötland: Träkapell invigt 1931.
- Kyrkås kyrka, Västergötland: Träkyrka möjligen byggd under 1700-talet.
- Kårböle kyrka, Hälsingland: Träkapell byggt 1869-1870.
- Kårböle stavkyrka, Hälsingland: Kopia, byggd 1989 av en tidigmedeltida stavkyrka.
- Käringöns kyrka, Bohuslän: Träkyrka uppförd 1796.
- Kärra kapell, Bohuslän: Kapell av trä, färdigt 1921, invigt 1928.

#### L
- Landa kyrka, Västergötland: Salkyrka av panelklädda ekstockar, förmodligen uppförd under 1600-talet, torn från 1768.
- Lekvattnets kyrka, Värmland: Träkyrka byggd 1750-1752.
- Ljungå kapell, Jämtland: Träkapell från 1909.
- Ljusets kyrka, Södermanland: Träkyrka byggd och invigd 2004.
- Ljushults kyrka, Västergötland: Träkyrka 1658, torn 1786, förlängning åt öster 1826.
- Ljusnarsbergs kyrka, Västmanland: Spånklädd timmerkyrka byggd 1635, utvidgad 1696.
- Lungsunds kyrka, Värmland: Spånklädd timmerkyrka byggd 1643, torn 1680-1681 & korsarmar 1722-1724.
- Lycksele kyrka, Lappland: Långsträckt klassicistisk träkyrka 1799.
- Långseruds kyrka, Värmland: Spånklädd timmerkyrka härrör möjligen från 1600-talet.
- Långträsks kyrka, Norrbotten: Träkyrka från 1901.

#### M
- Malingsbo kyrka, Dalarna: Åttkantig träkyrka byggd 1707-1708.
- Mattsmyra kapell, Hälsingland: Träkapell byggt 1891.
- Mikaelskyrkan, Linköping, Östergötland: Timrad magasinsbyggnad från 1700-talet, invigd till kyrka 1972.
- Mjöbäcks kyrka, Västergötland: Träkyrka från 1851.
- Mo kyrka, Bohuslän: Träkyrka byggd 1664.
- Mo kyrka, Dalsland: Kyrka av trä byggd 1685 ombyggd 1881.
- Mobackens kapell, Västergötland: Träkapell byggt 1939.
- Mofalla kyrka, Västergötland: Tornlös timmerkyrka, möjligen medeltida, förlängd åt öster under 1730-talet och år 1845.
- Mollösunds kyrka, Bohuslän: Träkyrka invigd 1866.
- Morjärvs kyrka, Norrbotten: Träkyrka i stram geometrisk 1920-talsklassicism. 1928-1929
- Mossebo kyrka, Västergötland: Träkyrka byggd 1773.
- Mulseryds kyrka, Småland: Spånklädd timmerkyrka färdig 1660.
- Mårdaklevs kyrka, Västergötland: Träkyrka byggd 1875-1876.
- Möja kyrka, Uppland: Träkyrka byggd 1768-1769.

#### N

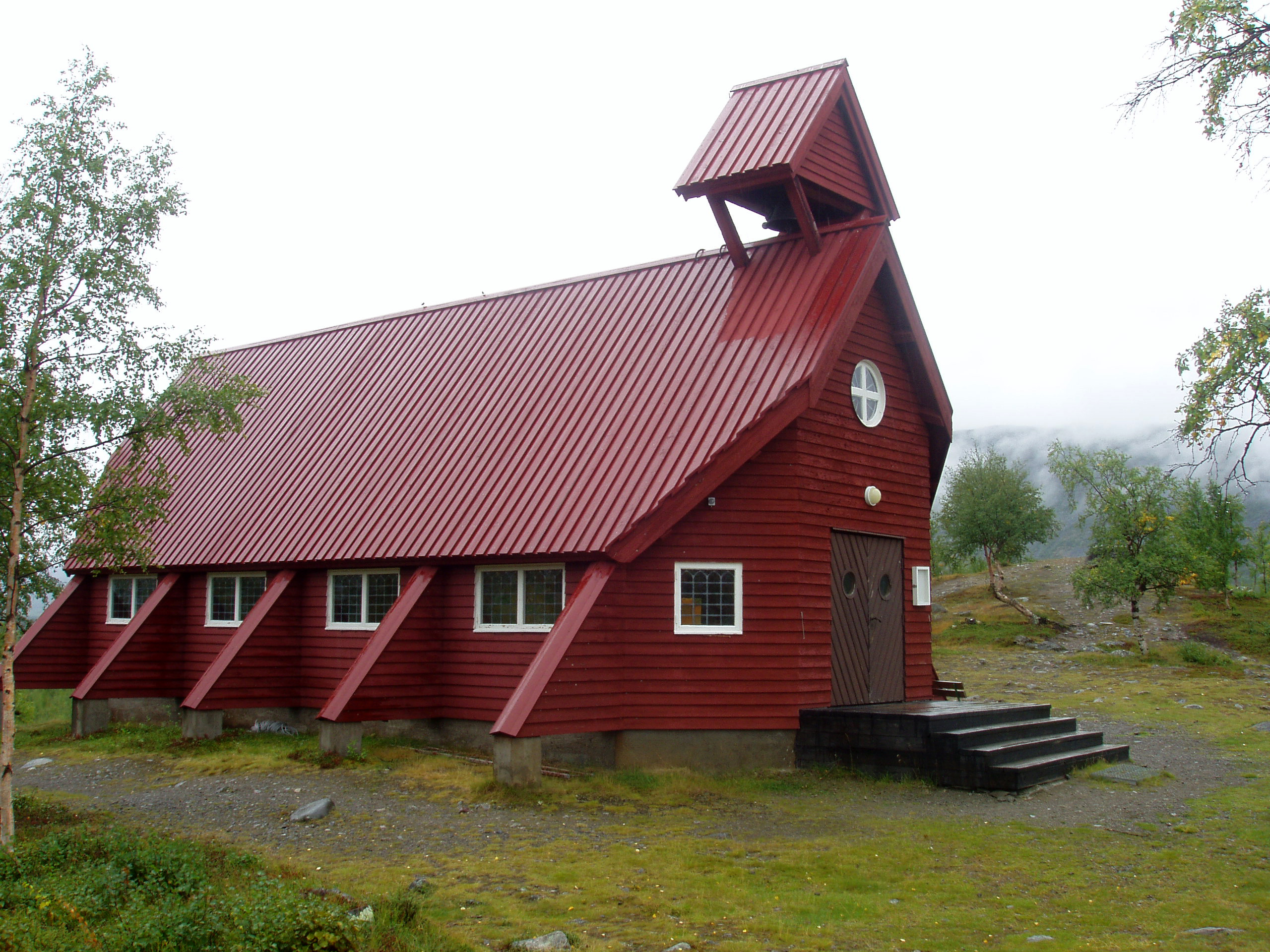
Nikkaluokta kapell, Lappland.

- Naums kyrka, Västergötland: Träkyrka 1890-1892
- Nikkaluokta kapell, Lappland: Spånklätt träkapell invigt 1942.
- Nilivaara kyrka, Lappland: Träkyrka byggd 1944-45.
- Nordmarks kyrka, Värmland: Korskyrka av timmer 1728-1731.
- Norsjö kyrka, Västerbotten: Originell träkyrka med drag av Jugend och Nationalromantik invigd 1917.
- Nyeds kyrka, Värmland: Spånklädd korskyrka av timmer byggd 1703-1706.
- Nyhems kyrka, Jämtland: Träkyrka invigd 1855.Nysunds kyrka, Värmland.

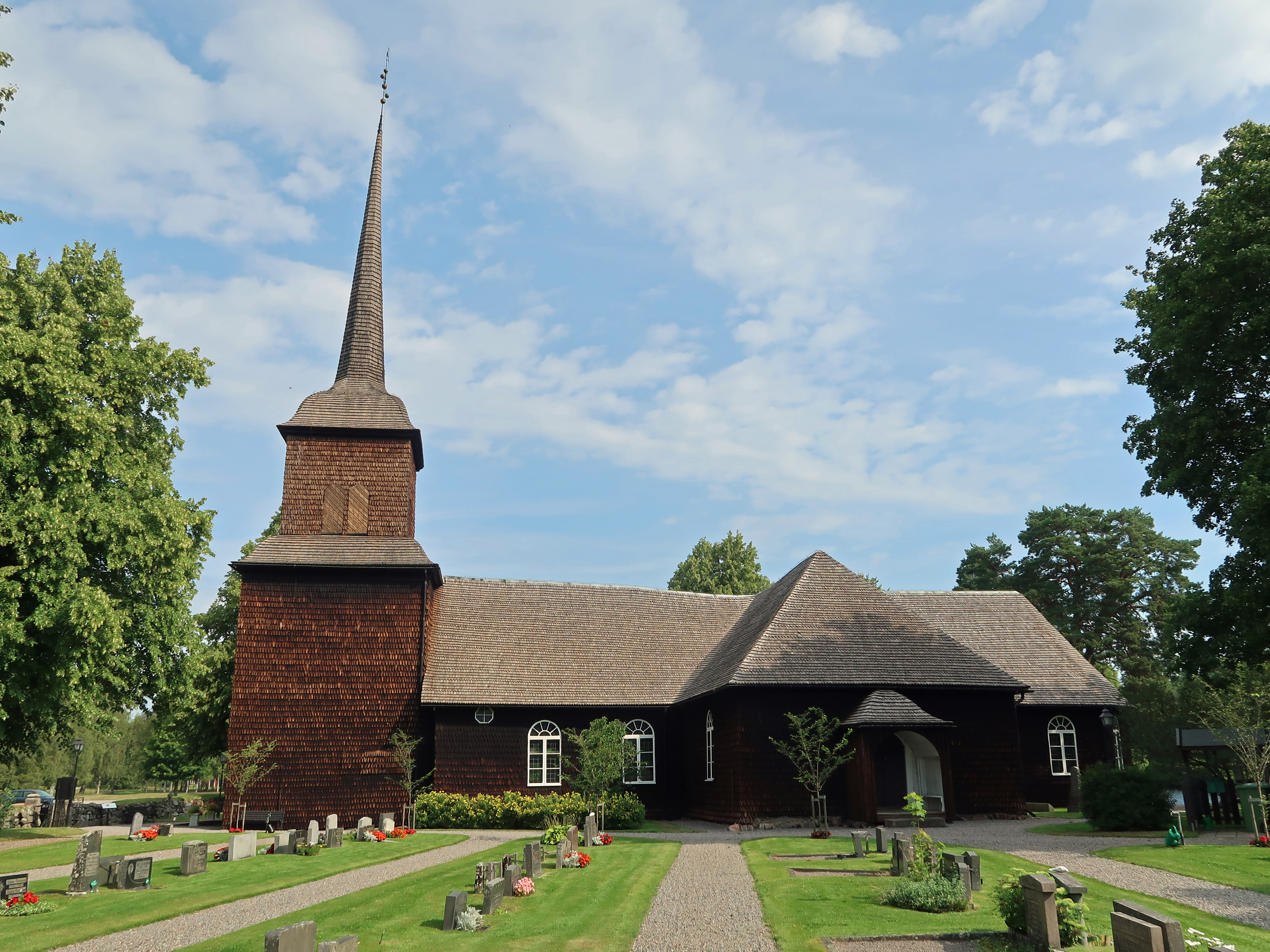
Nysunds kyrka, Värmland.

- Nysunds kyrka, Värmland: Spånklädd timmerkyrka färdig 1639, invigd 1641, tresidigt kor byggt 1683 samt torn och korsarmar 1736-1738.
- Nysätra kyrka, Västerbotten: Korsformad träkyrka invigd 1707.
- Näshults kyrka, Småland: Spånklädd timmerkyrka med tresidiga utbuktningar byggd 1732.
- Nösslinge kyrka, Halland: Spånklädd timmerkyrka, sannolikt byggd 1697 eller enligt N.E. 1688.
- Nösunds kapell, Bohuslän: Träkapell byggt 1912.

#### P
- Pajala kyrka, Norrbotten: Träkyrka invigd 1871.
- Pelarne kyrka, Småland: Spånklädd timmerkyrka från 1200-talets slut.
- Piteå stadskyrka, Norrbotten: Korskyrka av timmer byggd 1684-1686.
- Pålkems kyrka, Lappland: Träkyrka byggd 1908.

#### R

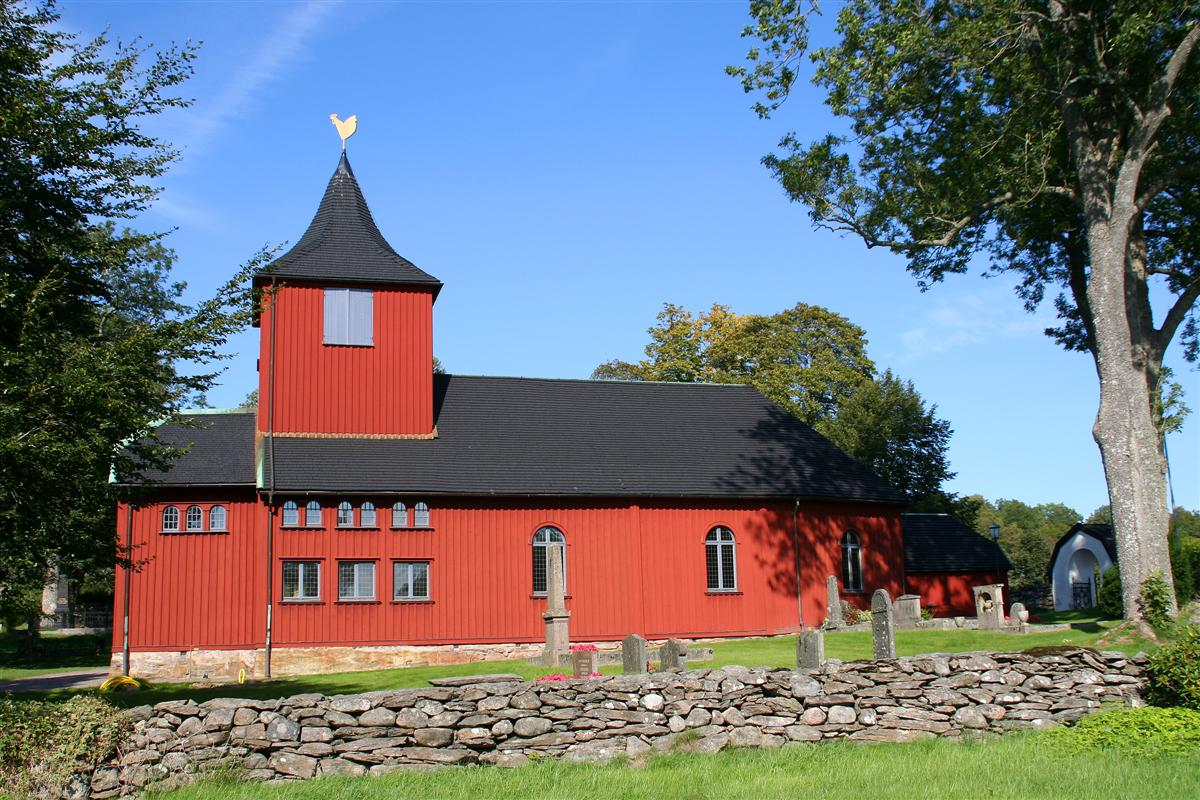
Råda kyrka, Härryda kommun, Västergötland.

- Råda kyrka, Härryda kommun, Västergötland.Ramundeboda kyrka, Närke: Korskyrka av spånklätt timmer byggd 1686-1688.
- Resö kyrka, Bohuslän: Träkyrka utvändigt klädd med ekspån, byggd 1914-1916.
- Roasjö kyrka, Västergötland: Träkyrka byggd 1690, förlängd 1782, torn 1809.
- Roslags-Kulla kyrka är en kyrka i Roslags-Kulla socken, Österåkers kommun. Kyrkan är uppförd 1752 - 1753.
- Råda kyrka, Härryda kommun, Västergötland: Träkyrka byggd 1712.
- Råneå kyrka, Norrbotten: Träkyrka invigd 1857.
- Rånäs kapell, Uppland: Träkapell byggt 1908.
- Rämmens kyrka, Värmland: Korskyrka av trä byggd 1786, torn et 1851.
- Rätans kyrka, Jämtland: Träkyrka byggd 1795, klar 1797.

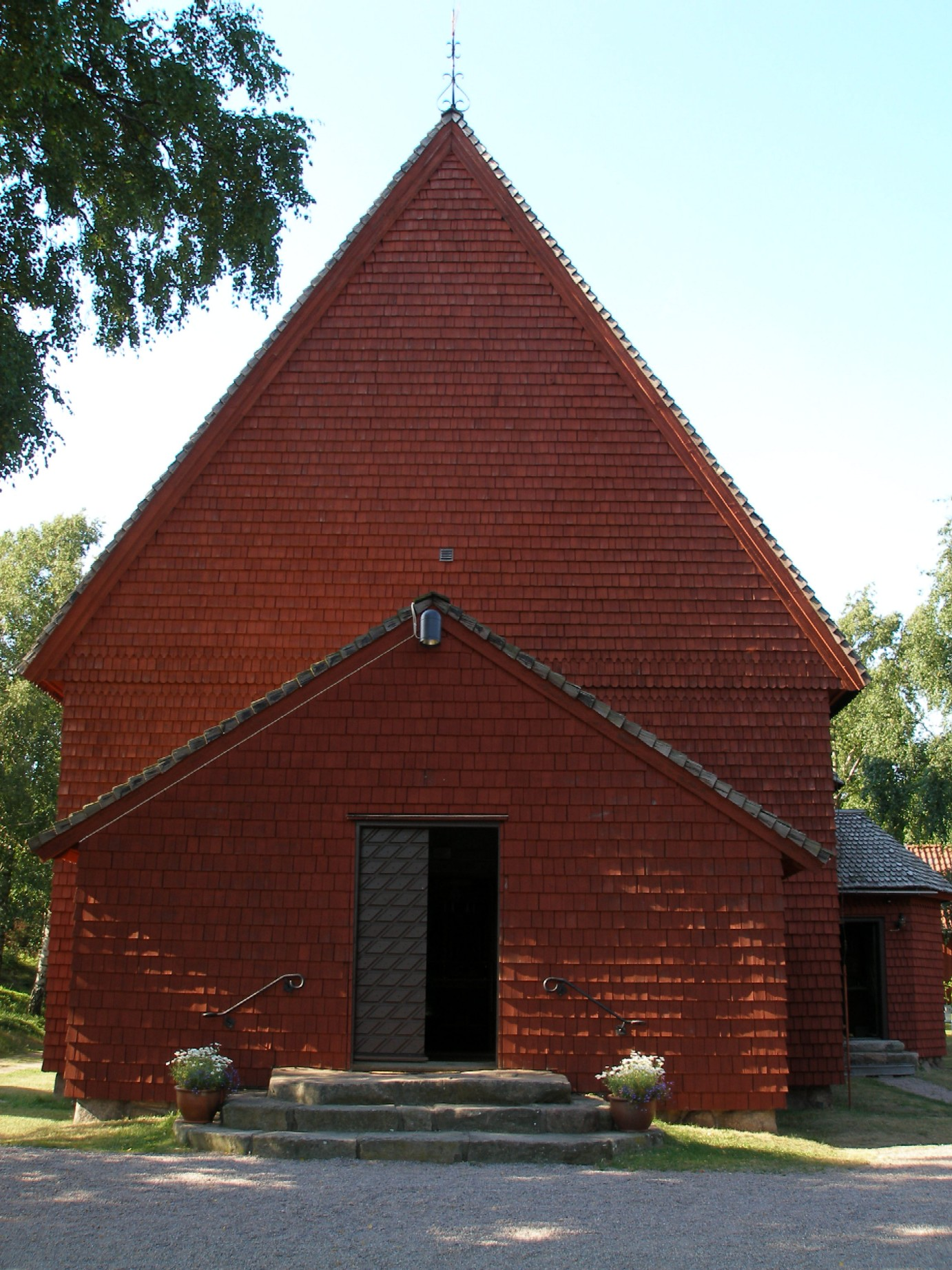
Sankt Olofs kapell, Tylösand, Halland.

- Rödbo kyrka, Bohuslän: Träkyrka byggd 1929.
- Röds kapell, Bohuslän: Träkapell byggt 1967.
- Rönnängs kyrka, Bohuslän: Enskeppig träkyrka i gustaviansk stil byggd 1795.

#### S
- Sandarne kyrka, Hälsingland: Träkyrka byggd 1858-1859.
- Sankt Olofs kapell, Edsbyn, Hälsingland: Träkapell invigt 1981.
- Sankt Olofs kapell, Tylösand, Halland: Timmerkapell, ursprungligen byggt som Lidhults kyrka 1718-1721, rivet 1879, rekonstruerat som Sankt Olofs kapell 1949-1950.
- Sankt Olofs kapell, Närke: Träkapell byggt 1935.
- Sankt Sigfrids kapell, Småland: Träbyggnad, f.d. sädesmagasin, uppförd 1955.
- Sankt Sigfrids kyrka, Stockholm: Nygotisk träkyrka ursprungligen byggd 1900 på Norrmalm som Sankt Stefans kapell, flyttad till Aspudden 1904.
- Sankta Valborgs kapell, Småland: Träkapell byggt 1948.
- Sannäs kapell, Bohuslän: Byggnaden uppfördes 1860 som boningshus men blev kapell i Svenska kyrkan 1962.
- Seglora kyrka, Stockholm: Timmerkyrka byggd 1729-1730 i Seglora socken i Västergötland, torn 1786, såld till Skansen i Stockholm 1916.
- Singö kyrka, Uppland: Korskyrka i trä byggd 1750-1753.
- Skavböke kapell, Halland: Träkapell byggt 1925.
- Skorpeds kyrka, Ångermanland: Nyklassicistisk träkyrka invigd 1848.
- Skålleruds kyrka, Dalsland: Träkyrka byggd 1685, ombyggd 1881.
- Skärhamns kyrka, Bohuslän: Träkyrka invigd 1932.
- Slädene kyrka, Västergötland: Träkyrka byggd 1924.
- Sorsele kyrka, Lappland: Treskeppig långhuskyrka invigd 1859.
- Spannarboda kyrka, Västmanland: Träkyrka med valmat skiffertak uppförd 1923.
- Stenberga kyrka, Småland: Kyrka av liggande timmer troligen från omkring 1600.
- Stensele kyrka, Sveriges största träkyrka med plats för 2000 personer, Storuman, Lappland: Treskeppig träbasilika från 1886.

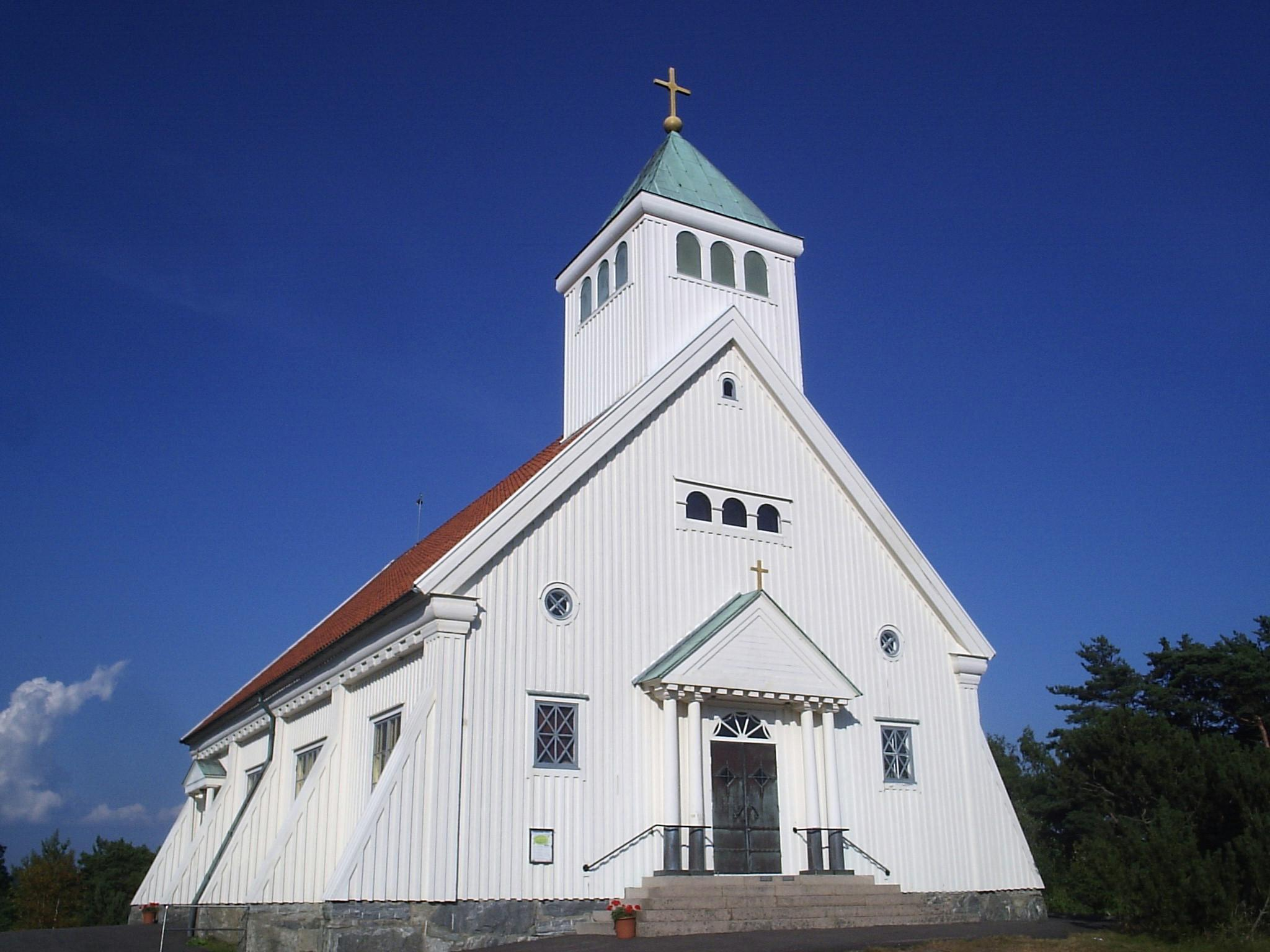
Stenungsunds kapell, Bohuslän.

- Stenungsunds kapell, Bohuslän.Stenungsunds kapell, Bohuslän: Träkapell byggt 1925, invigt i januari 1927.
- Stockaryds kyrka, Småland: Träkyrka uppförd 1906-1907.
- Storsäterns kapell, Dalarna: Timmerkapell uppfört som en norsk stavkyrka 1968.
- Strömsbruks kyrka, Hälsingland: Träkyrka invigd den 10 juni 1957.
- Sundborns kyrka, Dalarna: Korskyrka av trä byggd 1755.
- Sunnemo kyrka, Värmland: Träkyrka byggd 1651-1653.
- Sunnersta kyrka, Uppland: Timmerkyrka byggd 1968.
- Svanskogs kyrka, Värmland: Spånklädd korskyrka byggd 1733-1738.
- Svansteins kyrka, Norrbotten: Träkyrka byggd 1865.
- Svenasjö kyrka, Västergötland: Träkyrka invigd 1934.
- Svärtans kapell, Västergötland: Träkapell byggt 1932.
- Sälens fjällkyrka, Dalarna: Timmerkyrka byggd 1969.
- Särna gammelkyrka, Dalarna: Träkyrka ursprungligen byggd 1684-1686, förlängd 1766, restaurerad 1953.
- Särna kyrka, Dalarna: Träkyrka byggd 1893, ombyggd 1958.
- Sävar kyrka, Västerbotten: Träkyrka byggd 1934.
- Sävja kyrka, Uppland: Träkyrka byggd 1984.

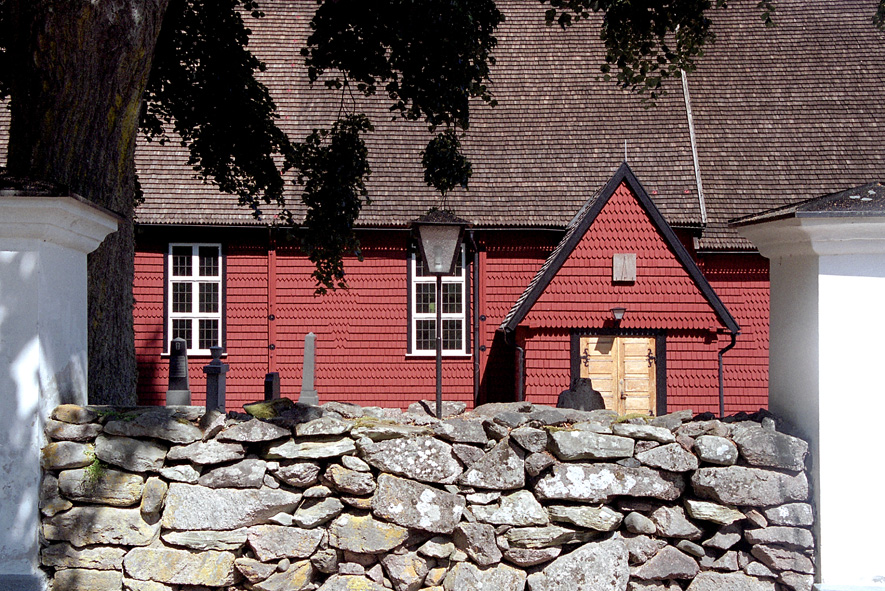
Södra Fågelås kyrka, Västergötland.

- Södra Fågelås kyrka, Västergötland.Södra Fågelås kyrka, Västergötland: Spånklädd timmerkyrka från 1600-talets förra hälft.
- Södra Råda gamla kyrka, Värmland: Träkyrka av spånklätt timmer byggd ca 1310. Nedbränd av en pyroman 2001.

#### T
- Tandådalens fjällkyrka, Dalarna: Timmerkyrka invigd i september 1985.
- Tidersrums kyrka, Östergötland: Spånklädd timmerkyrka från ca 1264.
- Tisselskogs kyrka, Dalsland: Träkyrka byggd 1877.
- Tostareds kyrka, Västergötland: Träkyrka först omnämnd 1720.
- Tranemo kyrka, Västergötland: Träkyrka byggd på 1600-talet, ersatt av nuvarande centralkyrka 1882.
- Trankils kyrka, Värmland: Träkyrka byggd ca 1626, torn ca 1643 & korsarmar troligen under 1700-talet.
- Trehörna kyrka, Östergötland: Träkyrka byggd 1861.
- Träslövsläges kyrka, Halland: Träkyrka byggd 1926.
- Tunabergs kyrka, Södermanland: Träkyrka daterad till ca 1620.
- Tutaryds kyrka, Småland: Spånklädd timmerkyrka invigd 1694.
- Tångeråsa kyrka, Närke: Spånklädd timmerkyrka från 1200-talet.
- Tännäs kyrka, Härjedalen: Träkyrka invigd 1858.
- Tävelsås kyrka, Småland: Reveterad timmerkyrka med senmedeltida långhus.

#### U

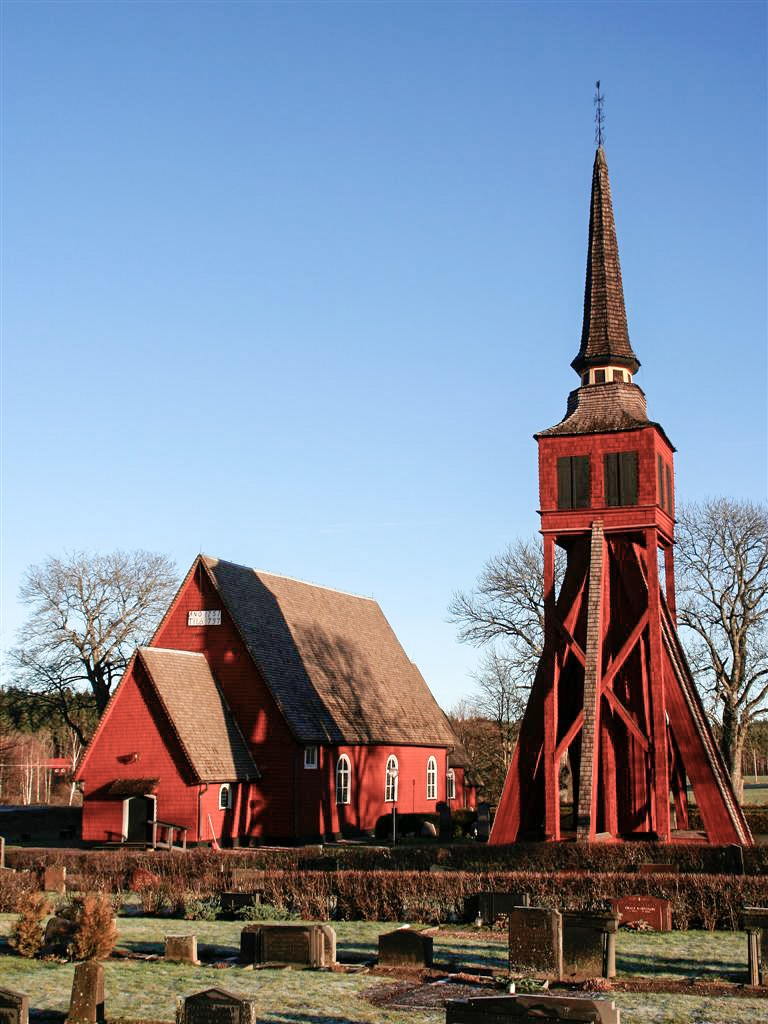
Ulrika kyrka, Östergötland.

- Ulrika kyrka, Östergötland: Spånklädd timmerkyrka från 1737.

#### V
- Vemdalens kyrka, Härjedalen: Åttkantig träkyrka byggd 1763.
- Vidingsjö kyrka, Östergötland: Vandringskyrka i trä invigd 1978 i Berga, Linköping.
- Vikens kapell, Jämtland: Timmerkyrka med utvändig rödmålad brädfodring, byggd 1793-1799.
- Viksjö kyrka, Ångermanland: Åttkantig träkyrka med valmat säteritak, byggd 1927-1928.
- Vilhelmina kyrka, Lappland: Träkyrka byggd 1835-1840.
- Vireda kyrka, Småland: Spånklädd timmerkyrka från 1300-talets förra del.
- Visnums kyrka, Värmland: Spånklädd timmerkyrka byggd 1730-1733.
- Vittangi kyrka, Lappland: Träkyrka byggd 1846-1849.
- Vännäs kyrka, Västerbotten: Träkyrka byggd 1817-1826.

#### Å
- Ålidhemskyrkan, Umeå, Västerbotten: Kyrka med fasader av trä invigd 1973.
- Åmsele kyrka: Västerbotten: Träkyrka byggd 1872-1874.
- Åsljunga småkyrka: Skåne: Träkyrka uppfördes 1914 som skola. Invigdes 1962 som kyrka.

#### Ä
- Älgarås kyrka, Västergötland: Spånklädd timmerkyrka från 1400-talets senare del.
- Älvros gamla kyrka, Härjedalen: Träkyrka möjligen härstammande från 1500-talet, ombyggd till korskyrka 1739-1740.
- Älvros nya kyrka, Härjedalen: Träkyrka invigd 1886.
- Ängersjö kyrka, Hälsingland: Träkyrka invigd 1732, torn 1847.

#### Ö
- Öjungs kapell, Hälsingland: Träkapell invigt 1846.
- Överhogdals kyrka, Härjedalen: Träkyrka invigd 1746.
- Övertorneå kyrka, Norrbotten: Träkyrka från 1736.

### Utanför Sverige
- Heliga Treenighetens kyrka i Blon, Belarus
- Heliga Treenighetens kyrka i Bychaŭ, Belarus
- Profeten Elias kyrka i Zjarkent, Kazakstan
- Sankt Göran den Segerrikes kyrka i Belgorod, Ryssland
- Sankt Görans kyrka i Elionka, Ryssland från 1910
- Sankt Kyrillos och Methodios kyrka i Metlika, Slovenien
- Sankt Nikolai undergörarens kapell i Davyjdovo, Ryssland
- Sankt Nikolaus kyrka i Belousivka, Ukraina
- Sankt Savas kyrka i Kolare, Serbien
- Sankt Serafim av Sarovs och Helgonen i Kursks synaxis kyrka i Kursk, Ryssland
- Helige despoten Stefan Lazarevićs kyrka på Avala, Serbien

## Bilder

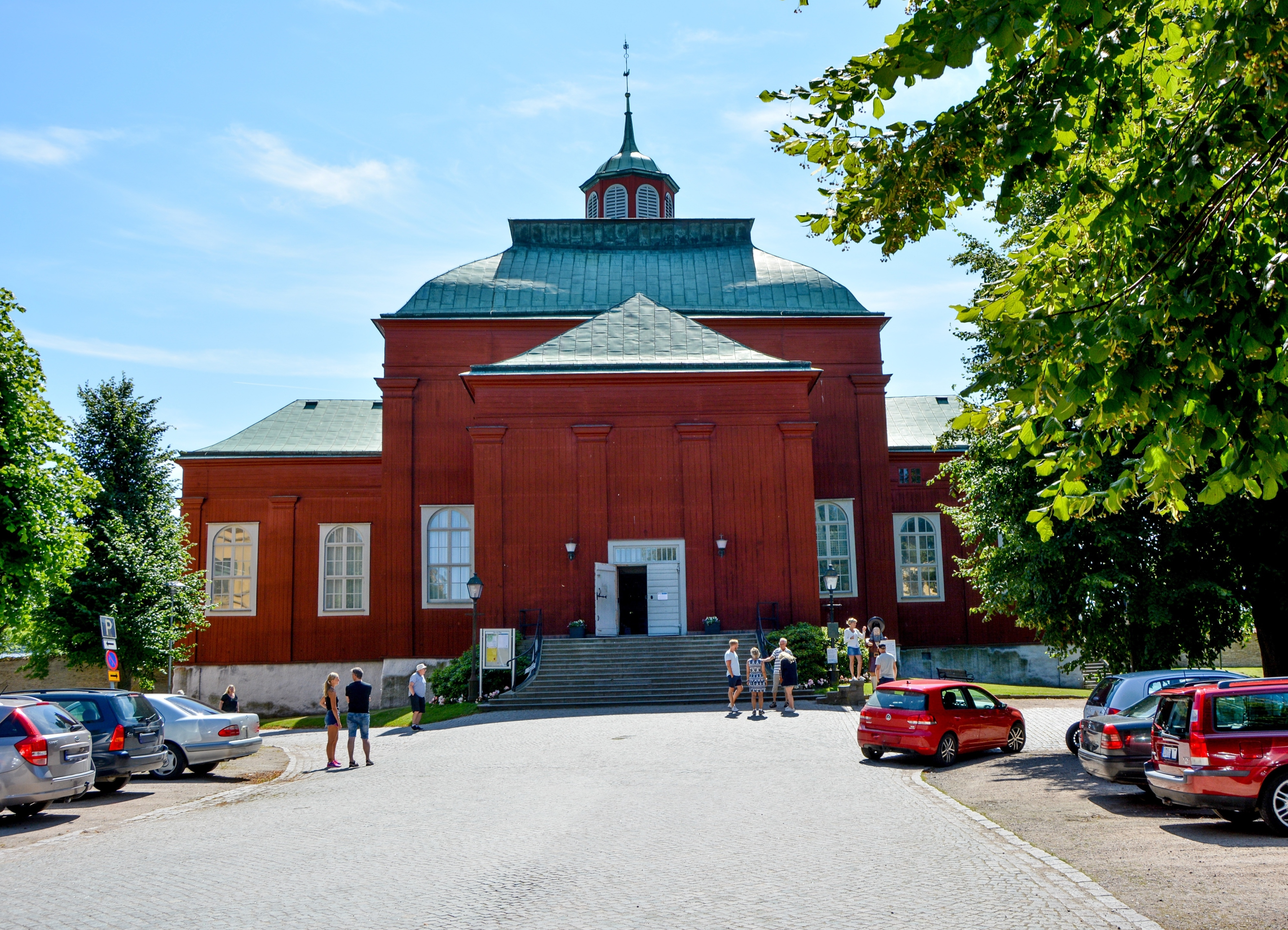
Amiralitetskyrkan i Karlskrona.
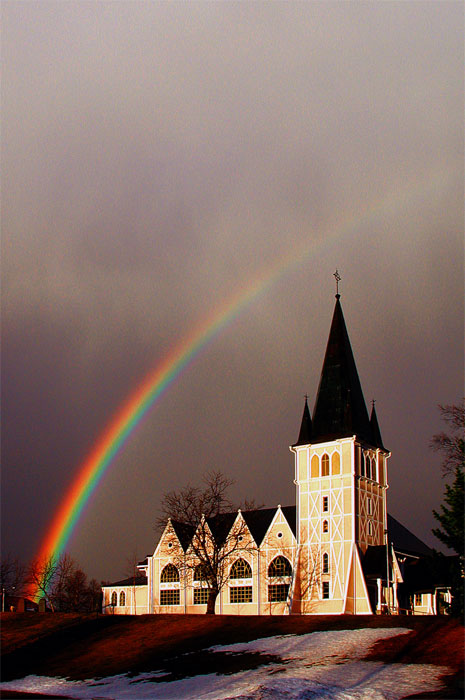
Arvidsjaurs kyrka i Arvidsjaurs kommun, Lappland.
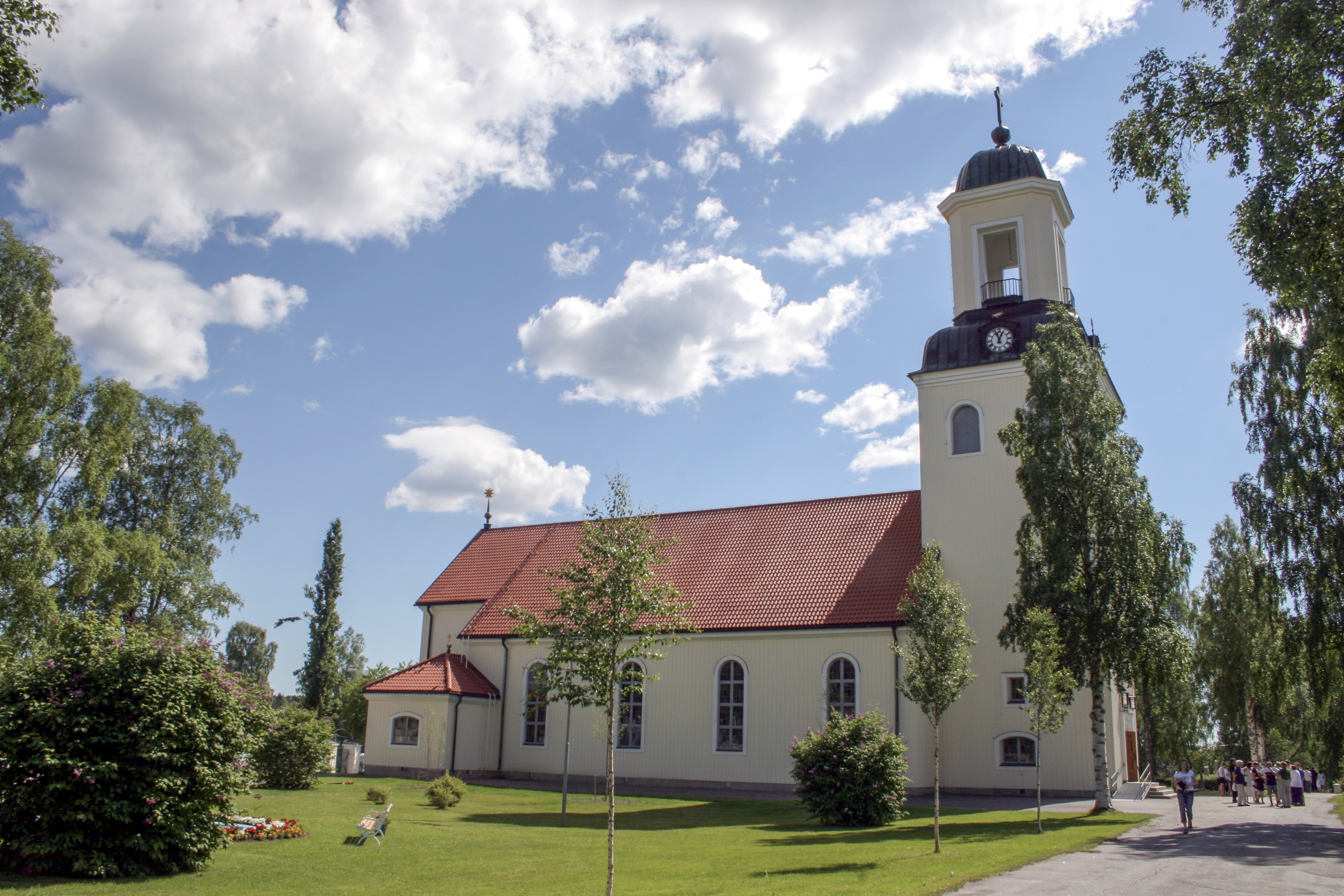
Bjurholms kyrka i Bjurholms kommun, Ångermanland.
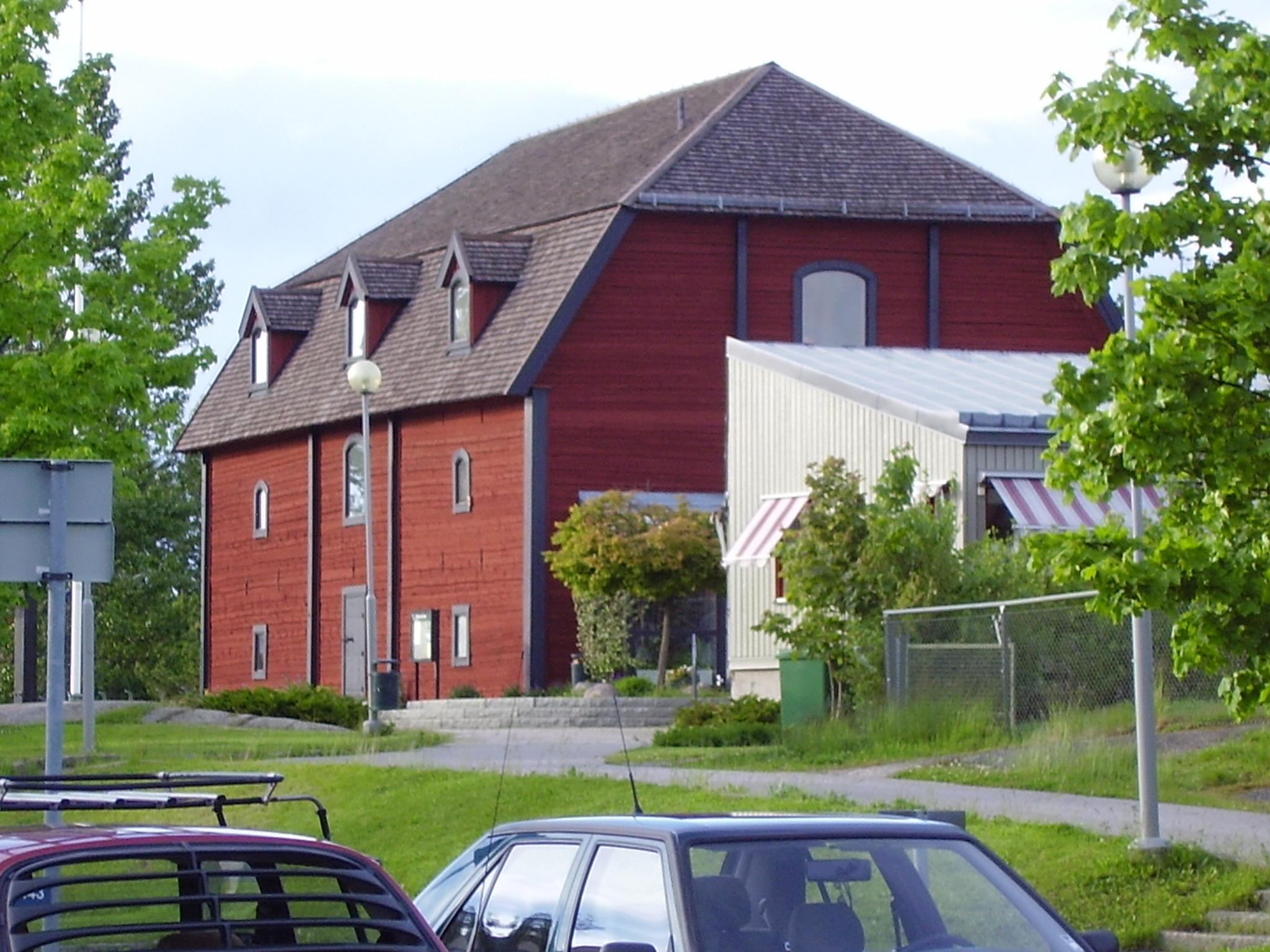
Mikaelskyrkan i Linköping, Östergötland.
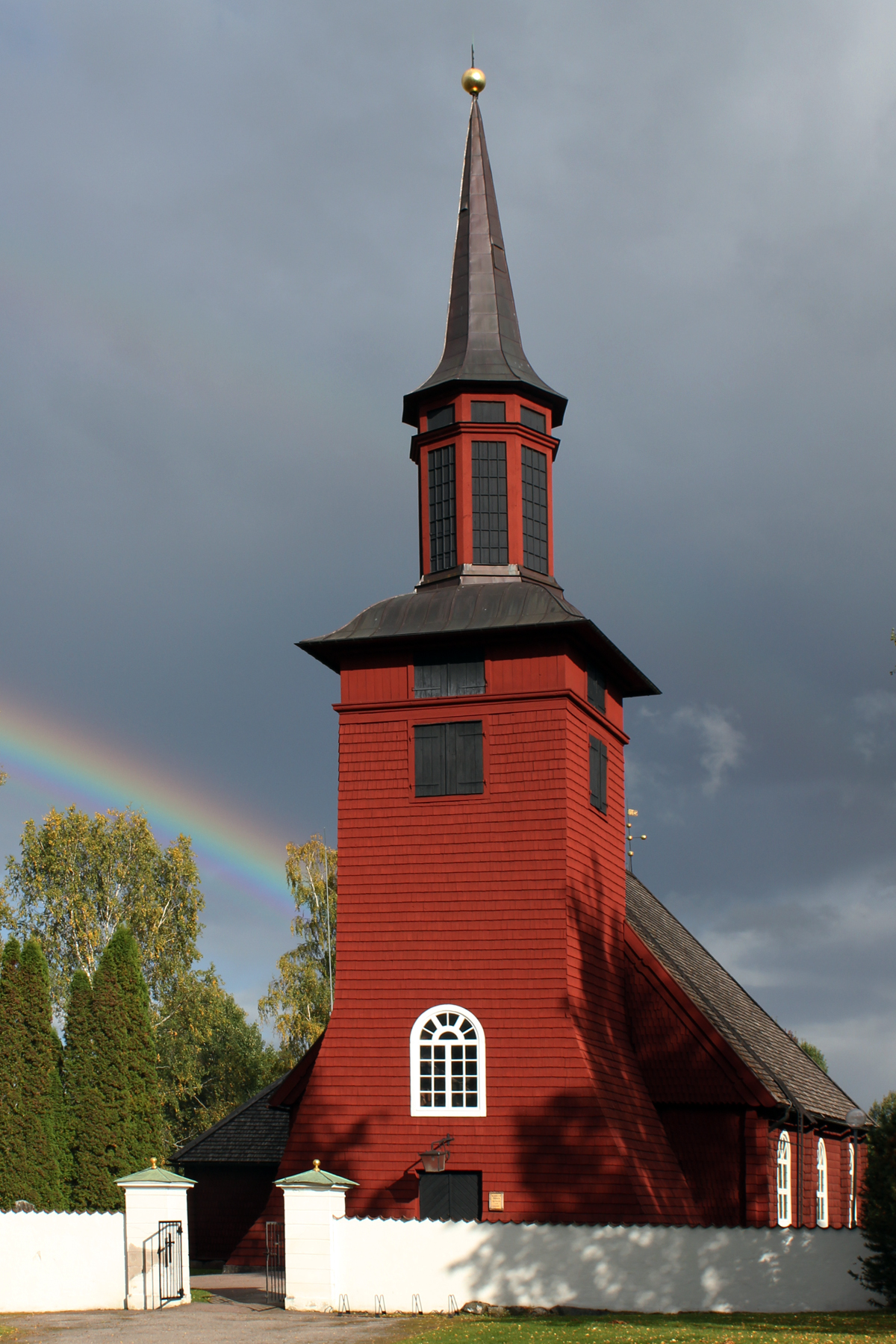
Hosjö kyrka, Dalarna.
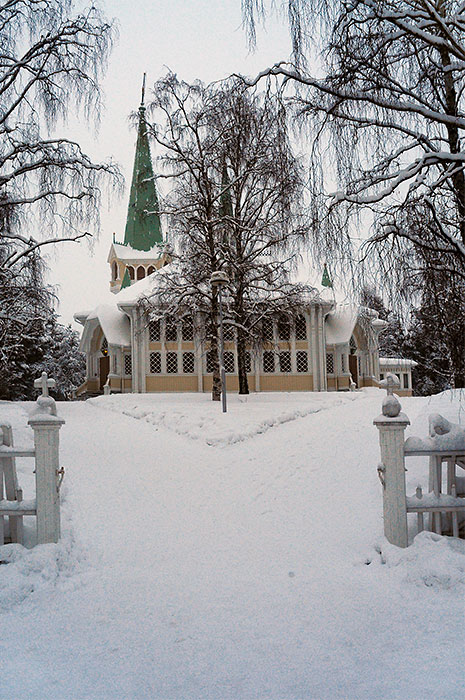
Jokkmokks nya kyrka, Lappland.
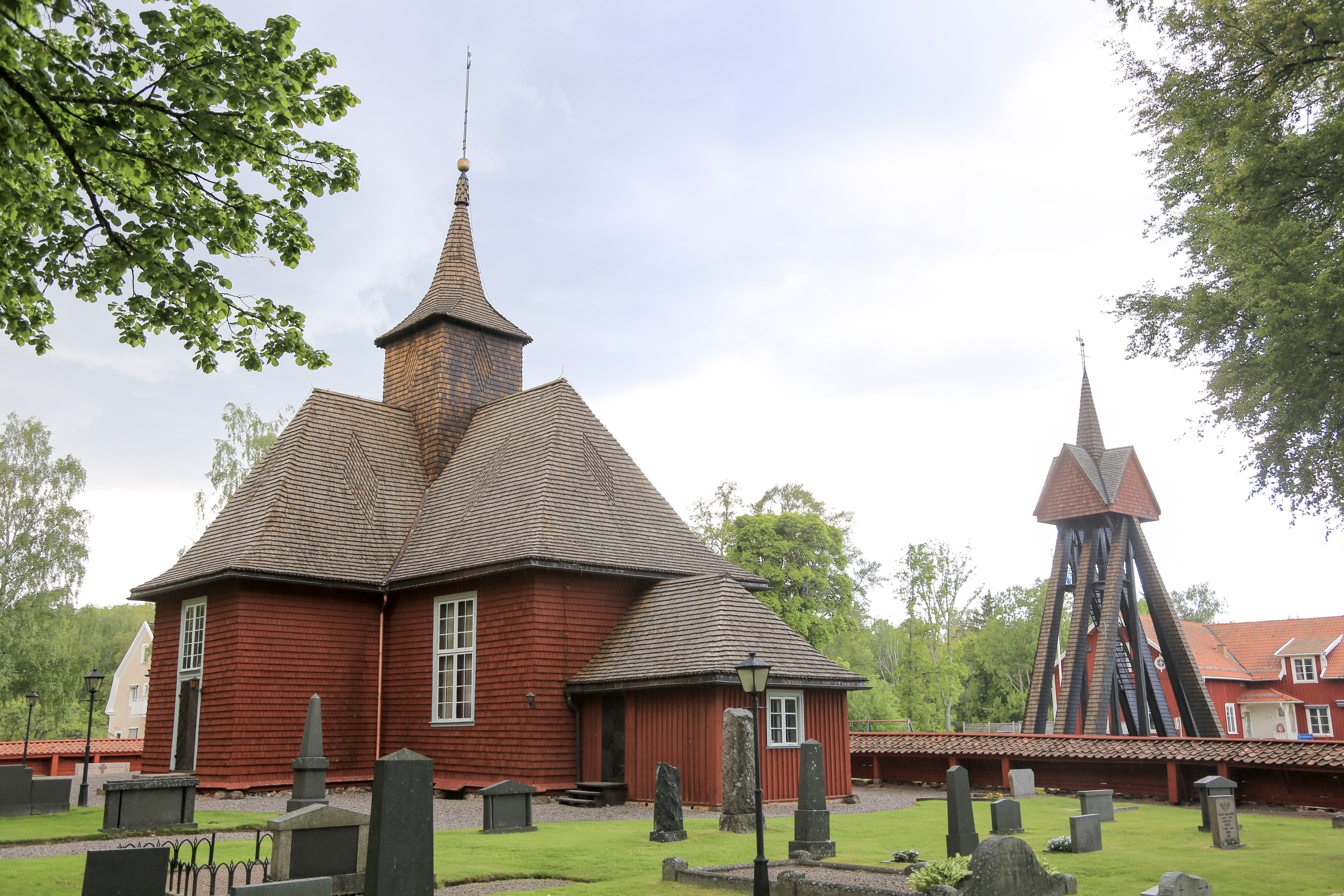
Brandstorps kyrka i Brandstorp, Västergötland.
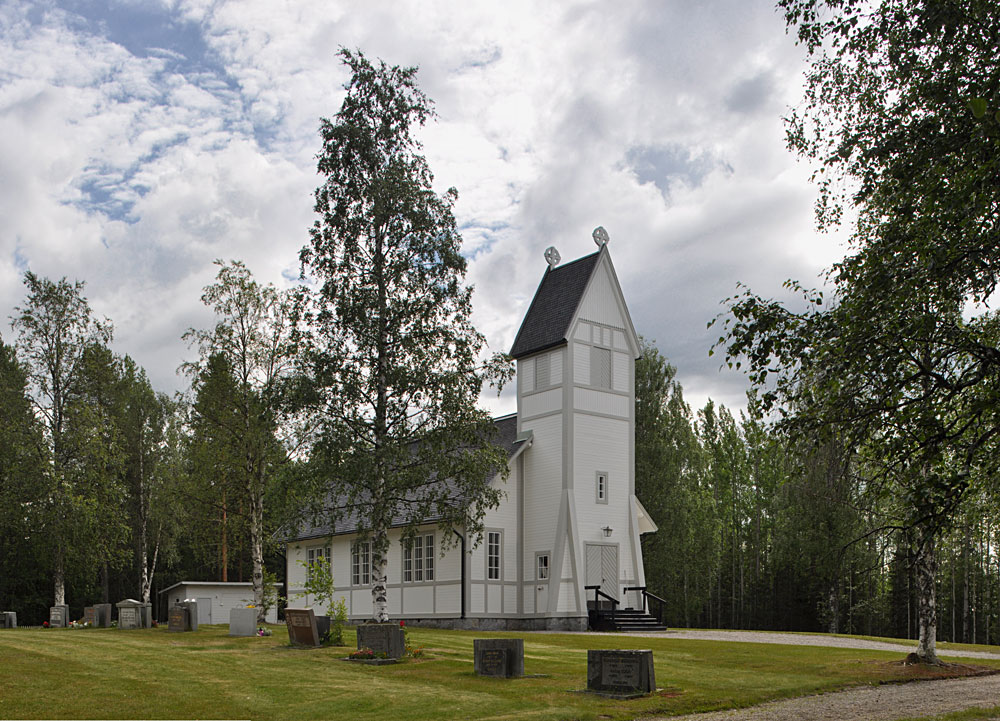
Puottaure kyrka i Jokkmokks kommun, Lappland.
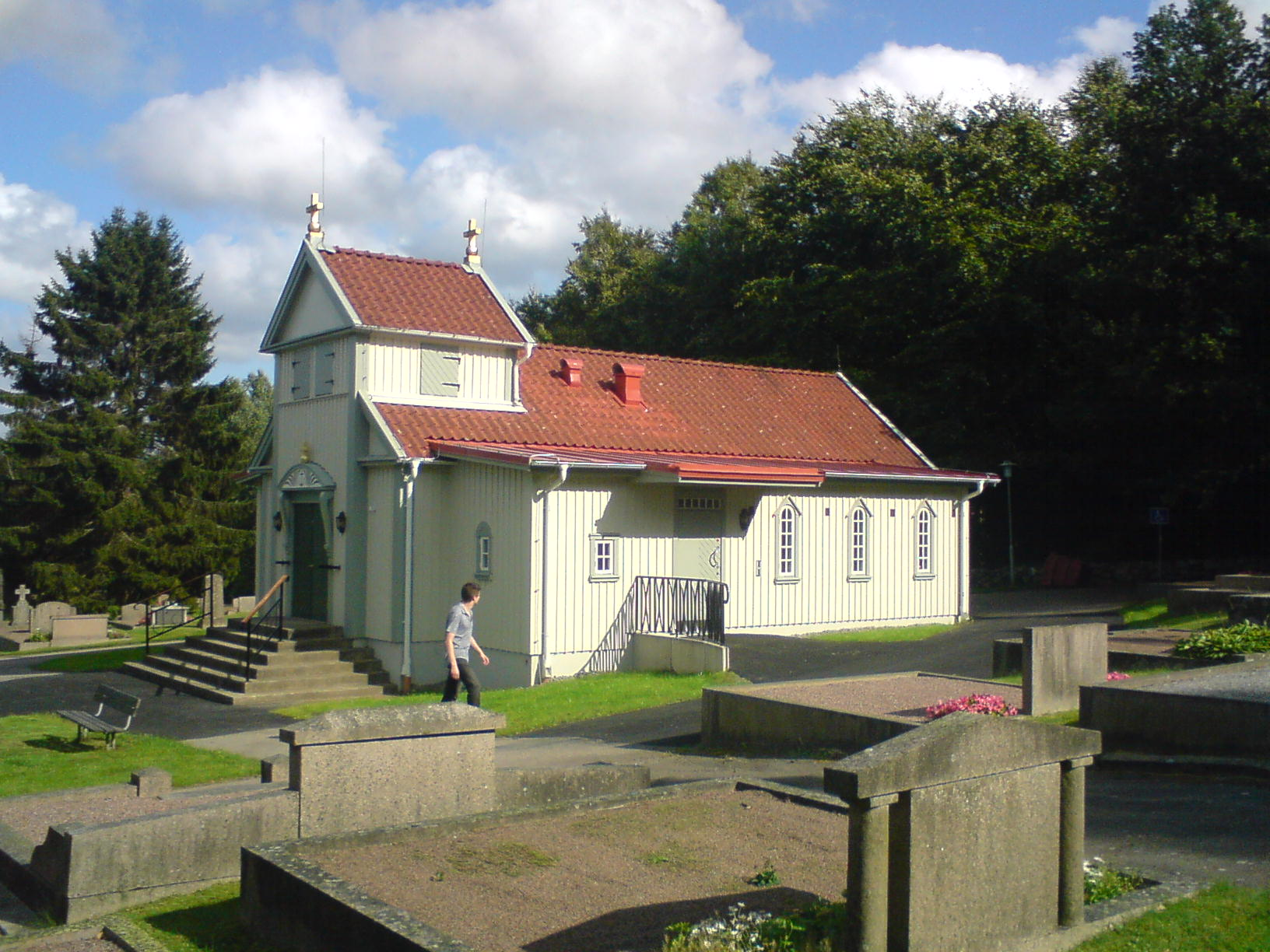
Rödbo kyrka, Bohuslän.
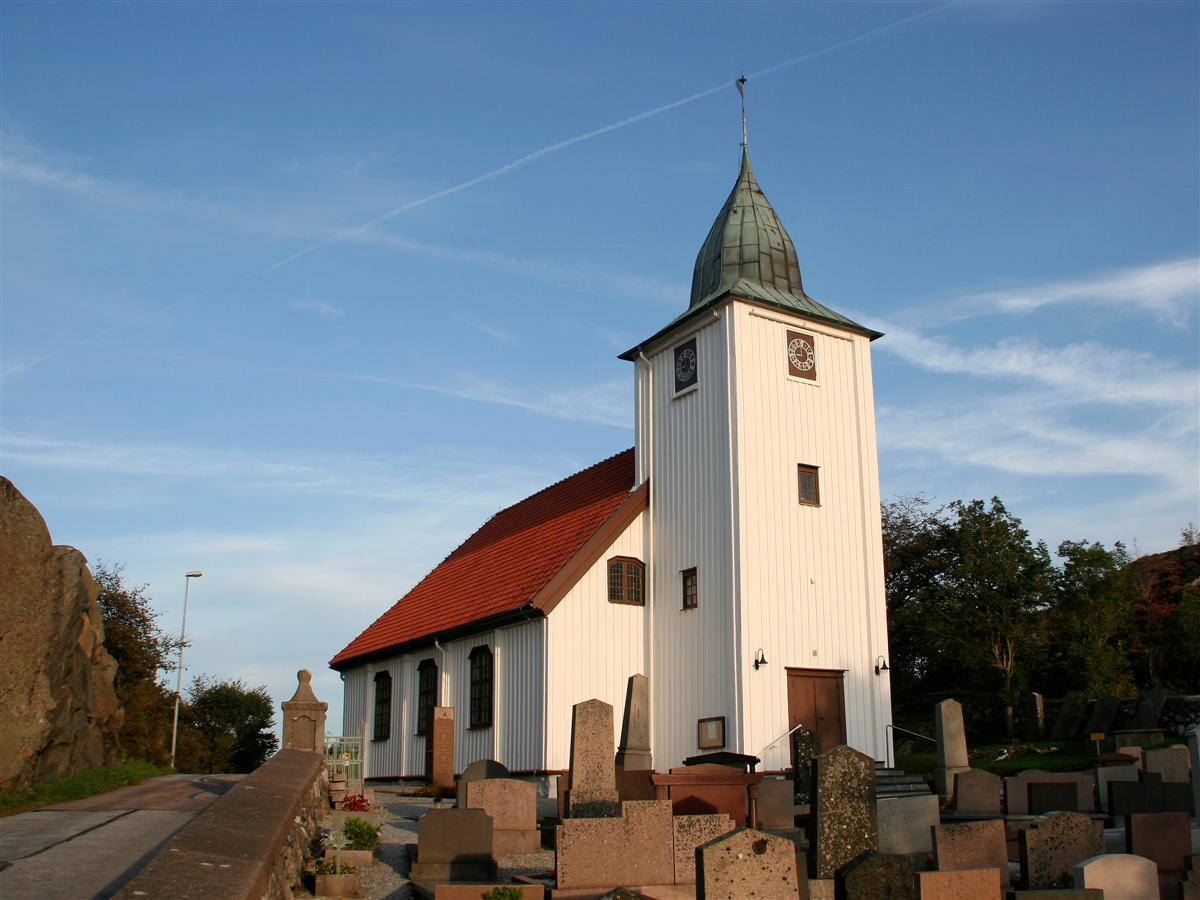
Rönnängs kyrka, Bohuslän.
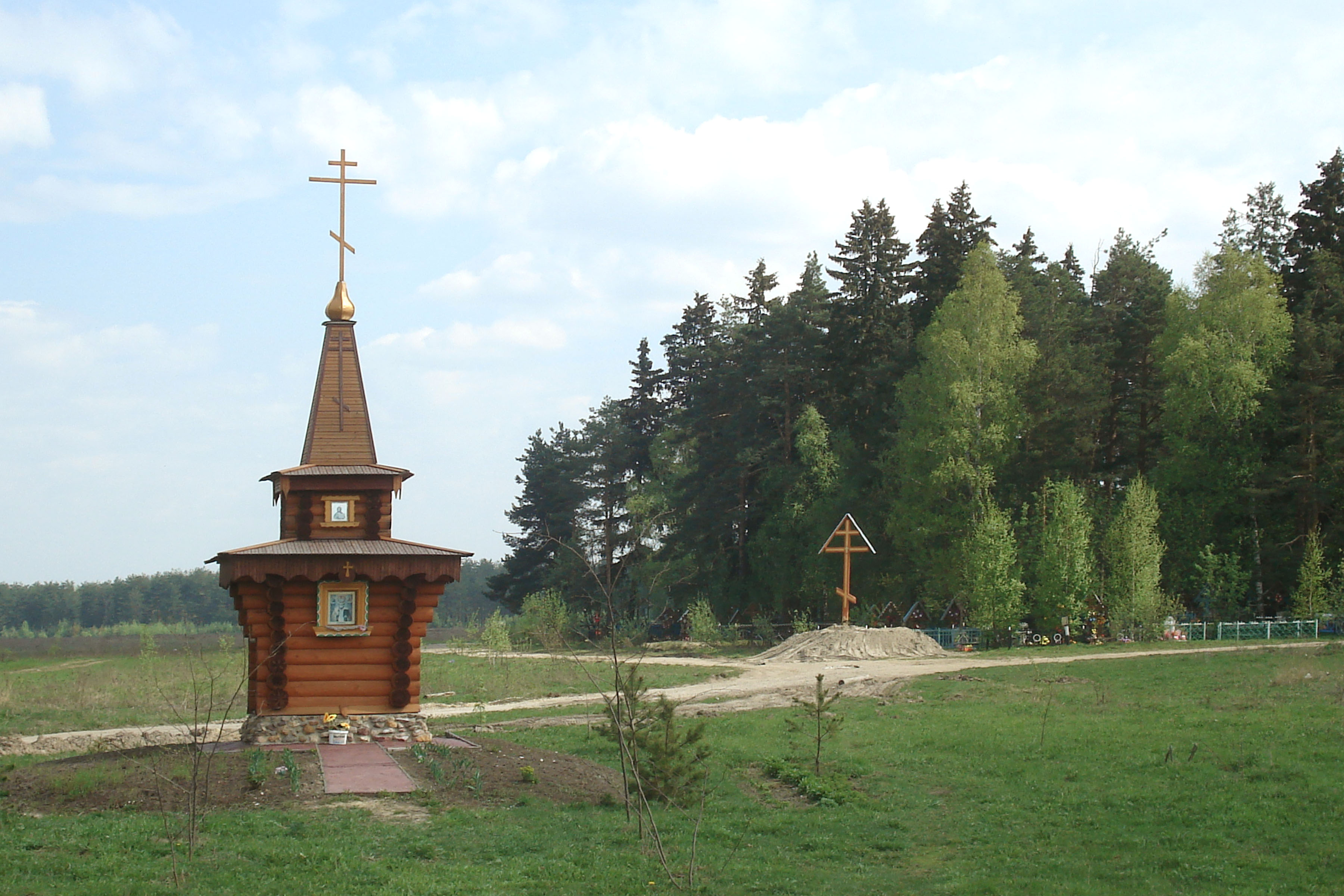
Sankt Nikolai undergörarens kapell i Davyjdovo, Ryssland.
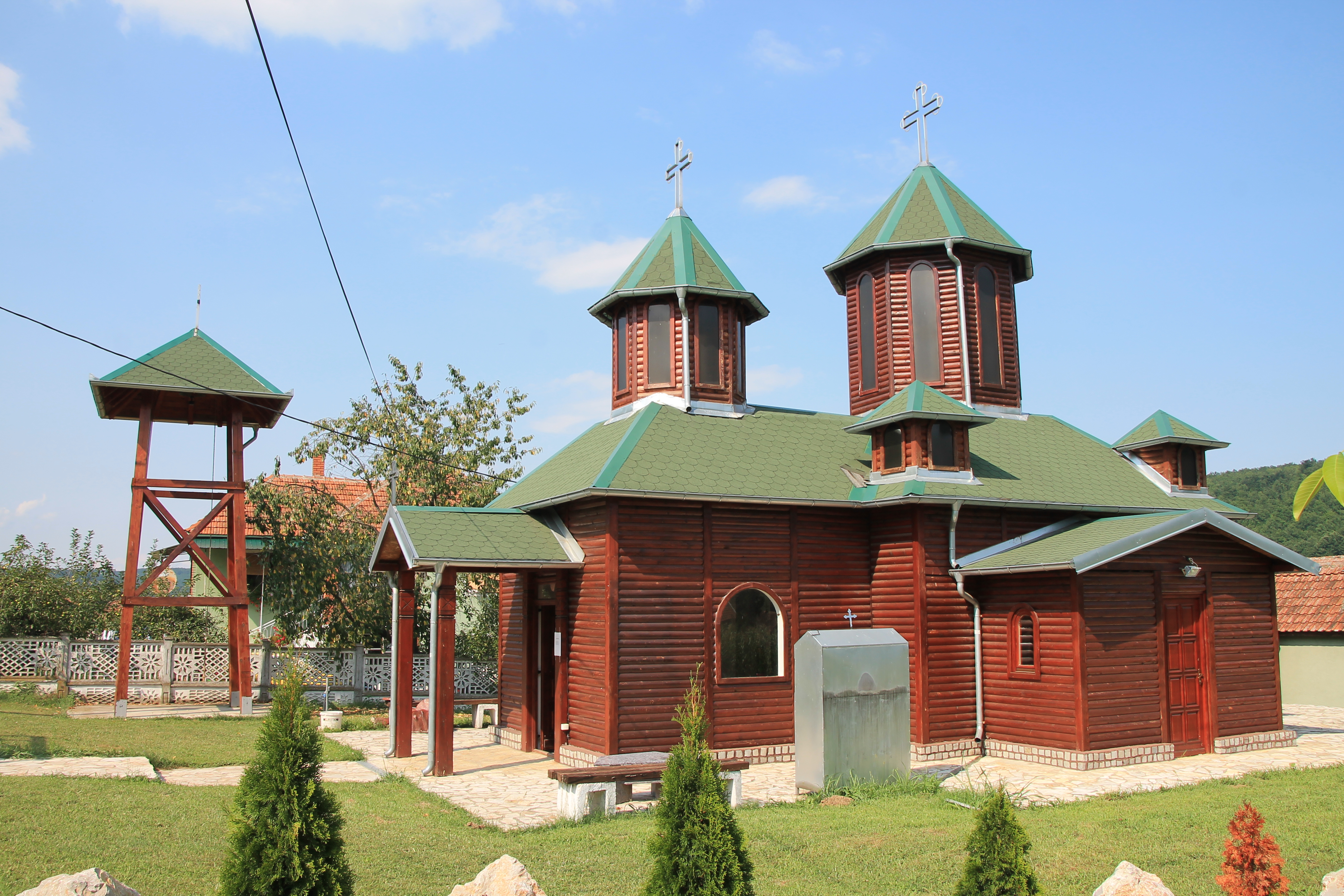
Sankt Savas kyrka i Kolare, Serbien.
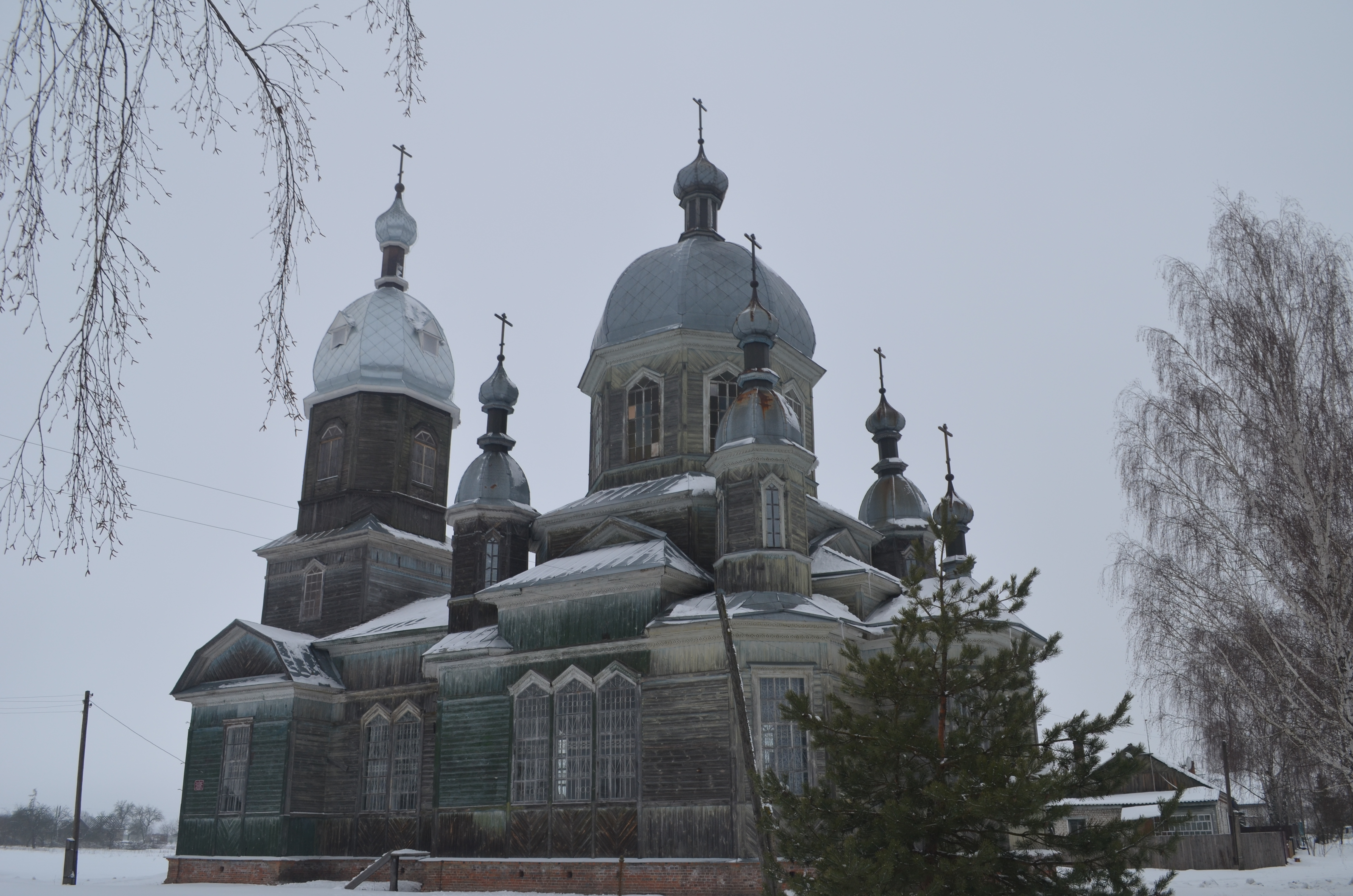
Sankt Görans kyrka i Elionka, Ryssland.
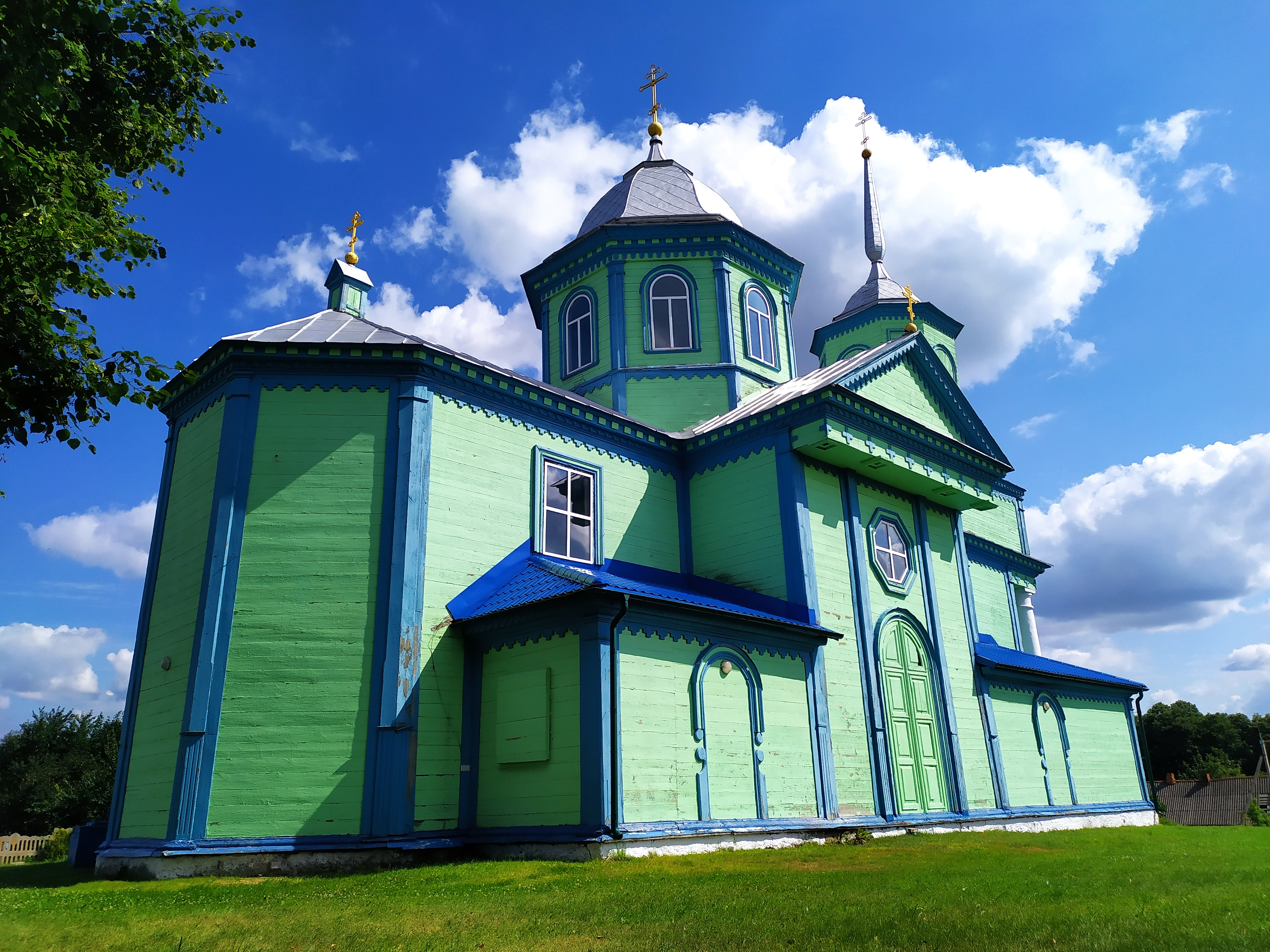
Heliga Treenighetens kyrka i Blon, Belarus.